# Période Kofun
La période Kofun (古墳時代, Kofun jidai), ère de Kofun (古墳), ou plus exactement période des kofun est une ère de l'histoire du Japon qui va d'environ 250 à 538 de notre ère. Elle suit la période Yayoi et précède la période Asuka. Elle se situe à la fin de la Proto-histoire du Japon et relève de l'âge du fer qui commence à la période Yayoi, au Japon. La période Kofun et la période Asuka (538 à 710) qui la suit sont parfois désignées collectivement comme la période Yamato (250-710).
Le mot Kofun désigne en japonais les tertres funéraires, dont ceux « en trou de serrure » qui apparaissent dans la seconde moitié du IIIe siècle, et disparaissent au cours du VIIe siècle dans l'ouest des grandes îles de l'archipel. Les populations qui pratiquent cette culture des Kofun et leur pays sont souvent appelé Wa, mais ce terme s'applique aussi à la période suivante, Asuka.
Ces tertres funéraires ont fait l'objet de recherches archéologiques très poussées. Les sculptures de terre-cuite qui ont été déposées dessus, les haniwa, sont des objets typiques de cette période et spécifiques à la culture japonaise. Du point de vue social, chacun de ces tertres matérialise le travail des collectivités agricoles pour leur chef et pour le bien être de leur collectivité.
La période Kofun est la plus ancienne époque de l'histoire enregistrée au Japon. Comme les premiers textes qui parlent de cette période lui sont nettement postérieurs, ceux-ci  doivent être replacés dans le contexte dans lequel leur contenu a été conçu. Les études actuelles de cette période nécessitent donc une étude critique délibérée des sources et s'appuient surtout sur les ressources de l'archéologie qui a beaucoup progressé au cours des vingt dernières années.
La période Kofun voit la montée en puissance de l'élite de la région du Kansai au Ve siècle (Yamato), elle s'achève avec l'instauration d'un État, avec à sa tête le tennō, le souverain. Ainsi un certain nombre de traits qui ont contribué à l'identité du Japon ont leur source sur la période Yayoi-Kofun, comme l'introduction de la culture en rizières inondées à l'époque Yayoi, considérée comme le début de l'Histoire du Japon, tandis que la période Kofun est considérée comme le début de la souveraineté impériale. D'autre part, la période Kofun est distincte de la période Asuka sur le plan culturel. La période Kofun est en effet caractérisée par une culture du shinto ancien, seul, sur l'existence de laquelle on ne dispose guère de preuves archéologiques, avant l'introduction officielle du bouddhisme qui s'est effectuée en 552, au début de la période Asuka.

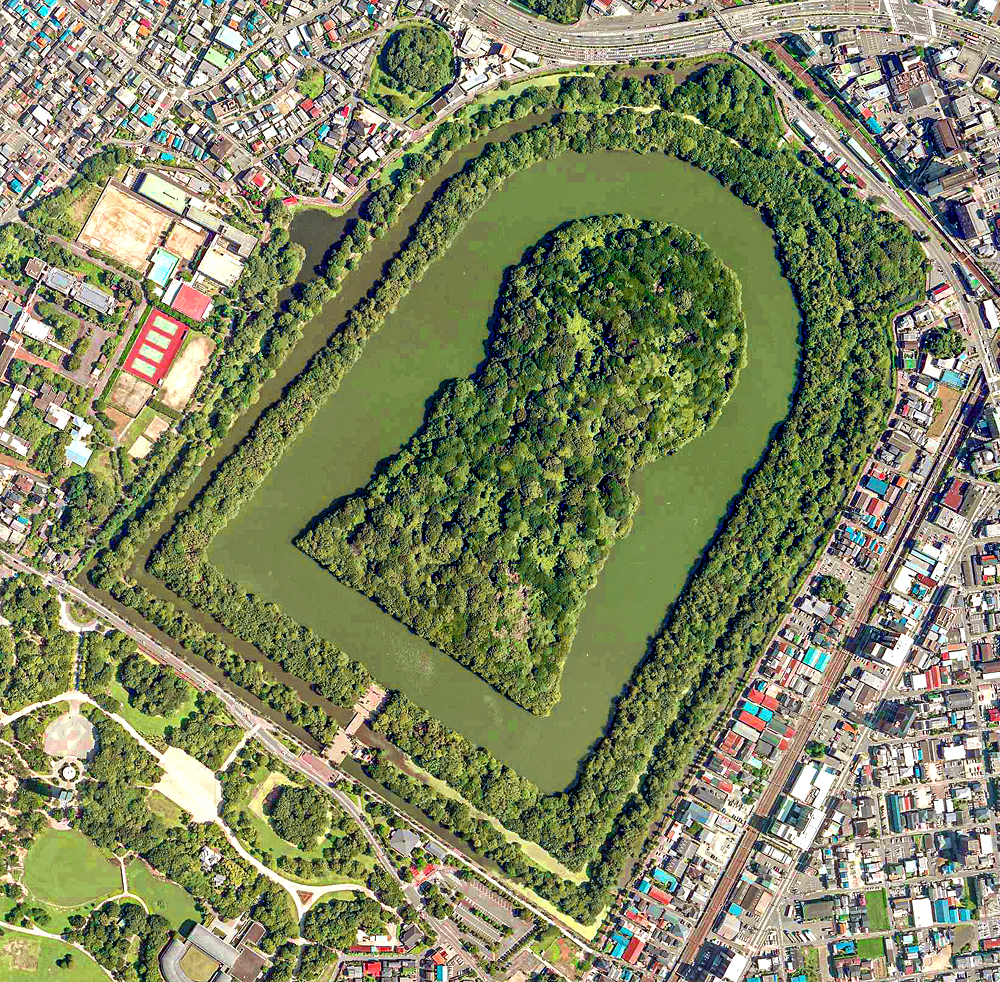
Le Kofun Daisen (de forme zempō-koen), désigné par l'Agence de la Maison impériale comme étant le mausolée de l'empereur Nintoku. Sakai, Baie d'Osaka

## Les tertres funérairesKofun

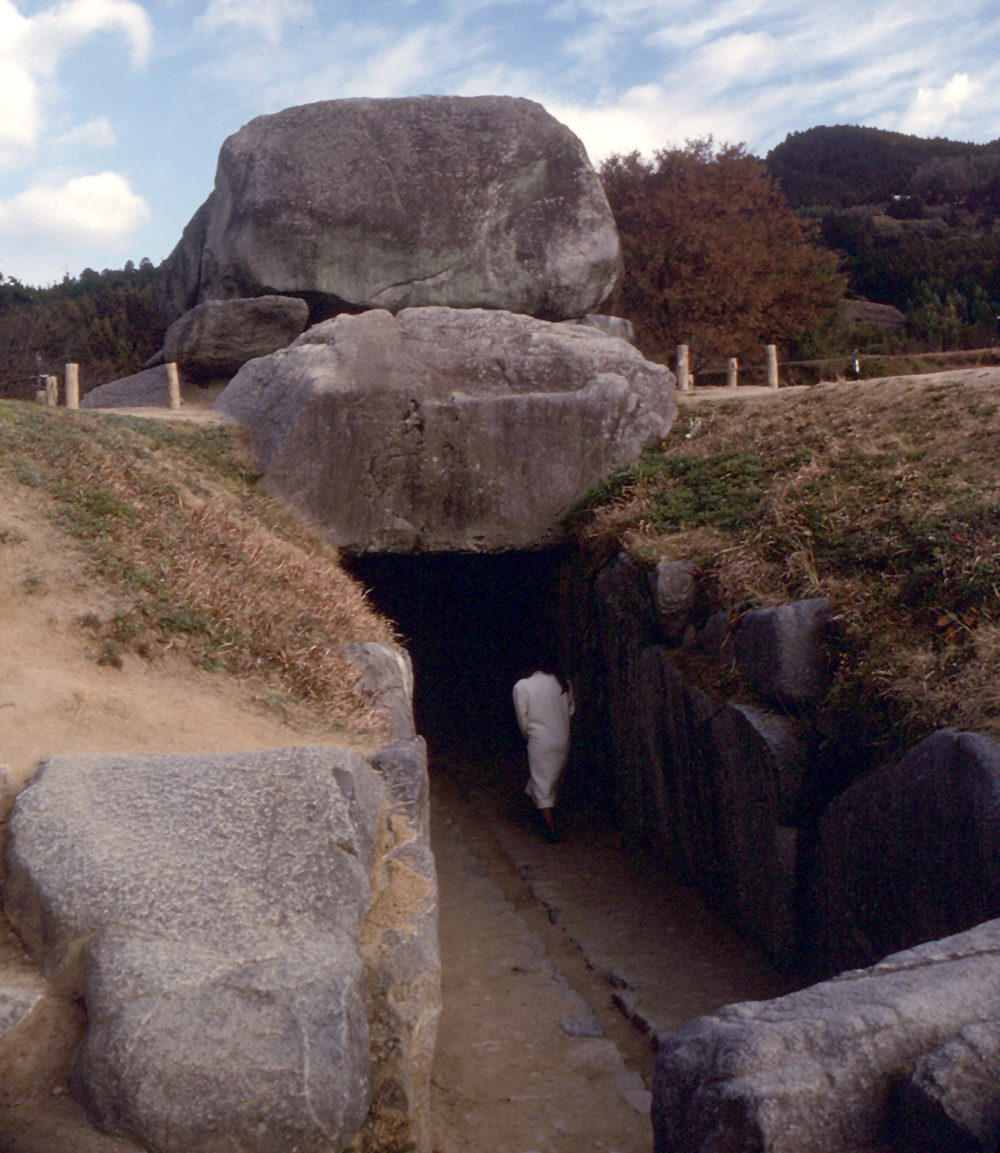
Entrée du kofun d'Ishibutai, dégagé de son tumulus de terre, élevé sur une plate-forme carrée de 50 m de côté

Les Kofun sont des tertres funéraires, ou tumuli, construits pour la classe dirigeante à partir du IIIe siècle jusqu'au VIIe siècle au Japon et la période Kofun tient son nom de ces tumuli de terre qui la distingue des autres périodes. Les tumuli contiennent de grandes chambres funéraires en pierre. Certains sont entourés de fossés.
Les Kofun se présentent sous plusieurs formes, les ronds et les carrés étant les plus simples. Un style caractéristique est le Kofun en forme de trou de serrure dont l'apparition sert de point de départ à la période. Ceux-ci sont composés, en plan, d'un triangle isocèle sécant à un disque placé sur son axe de symétrie. Mais le disque peut aussi être remplacé par une forme carrée. Leur taille varie de quelques mètres, en particulier les tertres ronds autour d'une dizaine de mètres, à plus de 400 m de longueur. Des terres cuites sans glaçure, appelées Haniwa, dont les plus nombreuses en cylindres, parfois supports de coupes, et tout un autre ensemble à caractère figuratif : maisons, personnages, objets, animaux. Elles sont à demi-enfouies, alignées autour ou disposées sur le tertre.

### LeKofun: fonction symbolique du tertre et de son mobilier funéraire

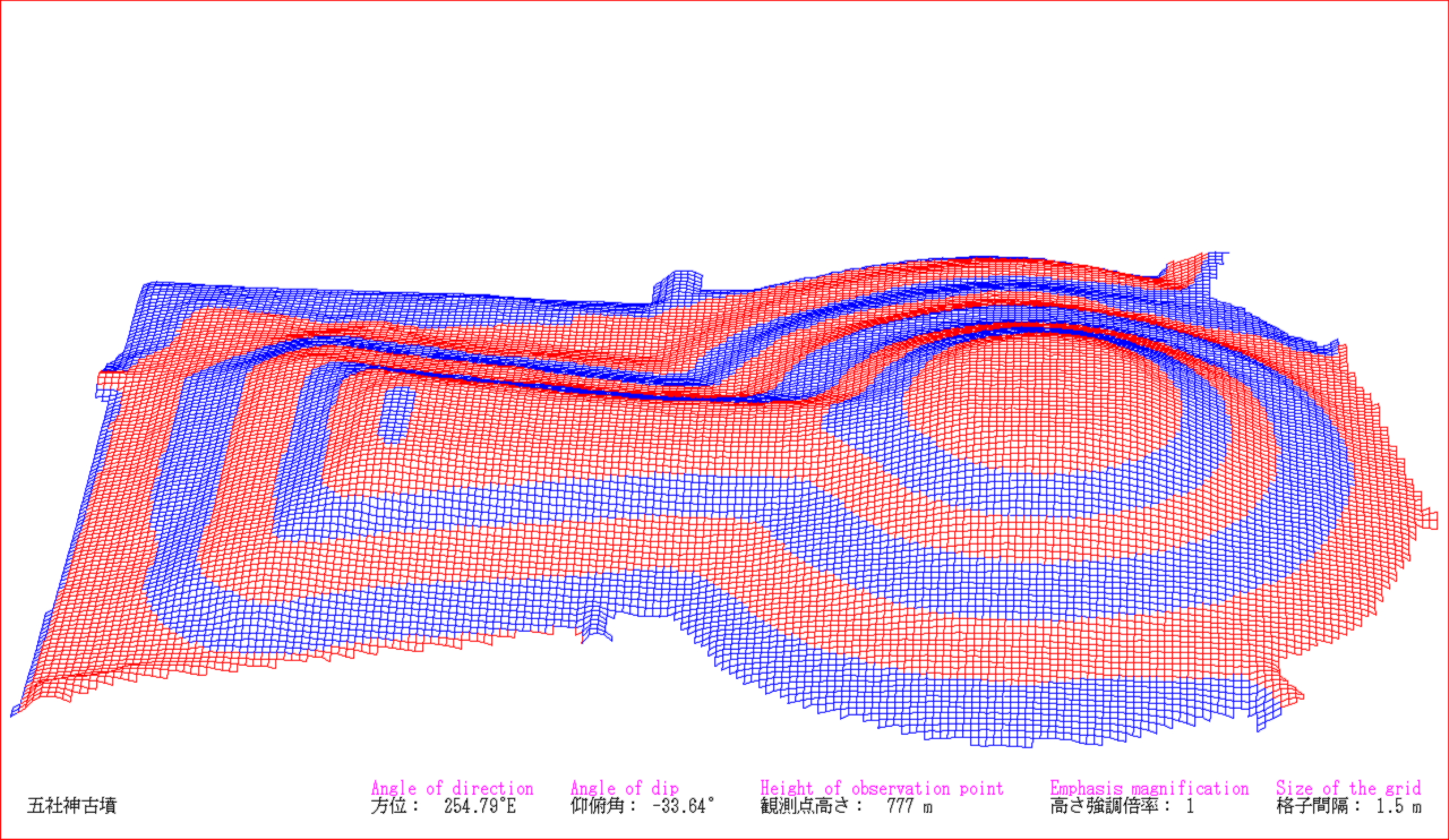
Image 3DCG. Tumulus en forme de trou de serrure du Kofun Initial. Kofun de Gosashi (Nara), IVe siècle

#### PremiersKofuns
La dernière phase de la période précédente, la période Yayoi finale, voit apparaitre des tertres rectangulaires de plus en plus grands et à quatre « pieds ». La stratification sociale s'est intensifiée, semble-t-il en raison de la production agricole croissante et de la circulation de ses produits. Le fer est alors travaillé sous la protection ou le contrôle de l'élite naissante. Placés dans des centres régionaux, comprenant un vaste groupement communautaire local de type tribal, ces tertres rectangulaires recevaient les membres des familles du plus haut rang, issus de lignage ou de clans distincts. Si quelques-uns sont isolés, ils forment en général des petits groupes de tertres souvent petits (20 m sur le grand côté du rectangle central). Les enfants étant traités comme les adultes leur statut était un statut attribué et non un statut acquis avec l'âge.
Les plus anciens Kofuns, se trouvent simultanément au nord de Kyushu et jusqu'au Kínai (畿内), la région du Kansai, au sud du bassin du Yamato (大和), et sont datés de la seconde moitié du IIIe siècle. Leur distribution coïncide avec celle des premiers ports de commerce, sous forme de villages de pêcheurs et commerçants, venus de Corée mais aussi du reste de l'archipel. Cette région correspond aux zones côtières de Kyushu et de l'ouest du Japon, plus densément le long du corridor de la Mer intérieure de Seto, et surtout le centre de la région du Kansai. La région de la Mer Intérieure, depuis le Yayoi final jusqu'au Kofun initial, a vu s'opérer la métamorphose de piédestaux de terre cuite en Haniwas. Les piédestaux, très décorés de motifs curvilinéaires incisés et de motifs évidés, supportaient des jarres globulaires qui contenaient probablement du riz. Ce seraient les communautés qui les auraient déposées auprès du défunt en vue de récoltes abondantes. Les premiers Haniwas cylindriques apparaissent par milliers, et sont des dépôts de communautés paysannes pour le bien-être commun autour des tombes de leurs chefs.
Les plus grands des premiers Kofuns se situent dans le bassin de Nara dans la plaine de Yamato, plus exactement au Sud-est. Nara sera capitale de l'ancien Japon à partir de la fin du VIIe siècle, au centre de la région du Kansai. Leur domination dans la compétition au plus grand tertre, pourrait signifier, déjà, le régime des alliances hiérarchisées et centralisées qui se serait mis alors en place dans cette région.
Le plus ancien Kofun de cette région serait le Hokenoyama situé à Sakurai, dans la préfecture de Nara, qui date de la fin du IIIe siècle. Dans le quartier Makimuku de Sakurai, des Kofuns postérieurs en forme de trou de serrure (Kofun Hashihaka, Kofun Shibuya Mukaiyama) sont construits autour du début du IVe siècle.

#### Kofun: Mobilier funéraire

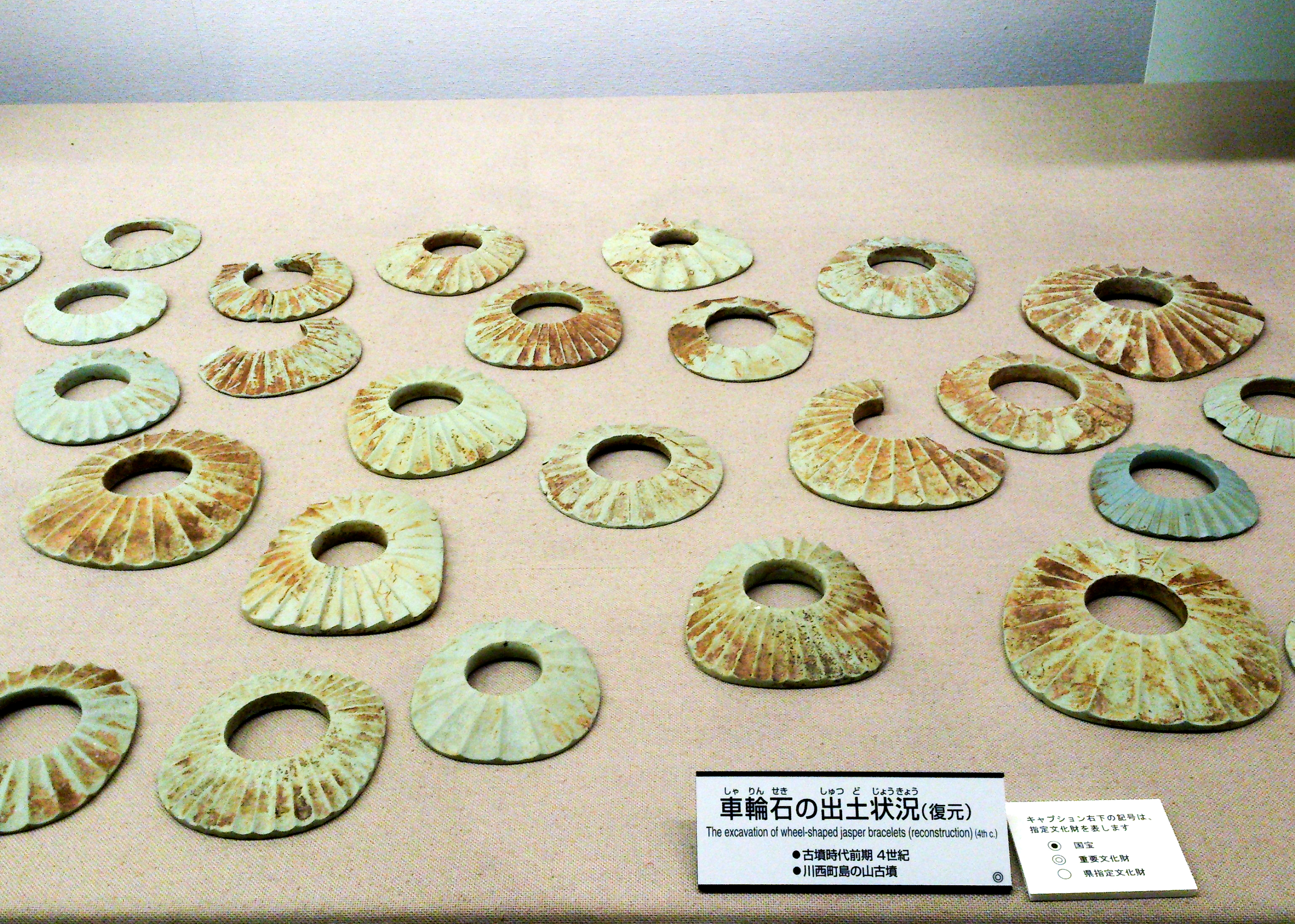
Bracelets de jaspe (sharinseki) du Shimanoyama-kofun, Kawanishi. Musée du Archaeological Institute of Kashihara, Préfecture de Nara

Leur apparition vient recouvrir des pratiques funéraires diverses - même si certaines traditions perdurent localement, pendant un certain temps. Koji Mitzoguchi propose de voir dans ces tertres la création de points sur lesquels se focalisent les regards et qui ont une fonction symbolique : ils modifient et assemblent des traditions régionales pour produire un modèle unique (malgré des variations notables) qui crée et reproduit le nouvel ordre du monde. Même le contenu du dépôt funéraire correspond à, et éclaire cette fonction symbolique : les bracelets de coquillage qui étaient, à l'époque Yayoi, échangés avec les peuples lointains des îles de la région d'Okinawa, sont maintenant reproduits, dans une pierre fine, aux marges de la région où sont créés les Kofuns. Ils représentent maintenant le contrôle du défunt par ses contacts avec les bords du monde, à l'intérieur duquel les communautés (et leur élite) peuvent communiquer entre eux et avec l'extérieur. Les armes, les outils de travail du bois, ceux pour le travail de la terre, les accessoires de pêche signifient les divers domaines du travail ; les trois derniers, signifiant le monde : montagnes, plaines et mers. Les objets en fer incarnent, par ailleurs, l'interface entre différents univers de complexités générées par la nature, l'environnement culturel et les populations. La fonction des miroirs de conception chinoise, mais produits pour l'exportation vers l'archipel, et peut-être réalisés sur place, pourrait être très similaire à ces bracelets comme fonction symbolique signifiant la communication interne et avec l'extérieur.
En résumé, de nombreux attributs des premiers tumuli représenteraient le monde, tout en signifiant le commencement d'une nouvelle époque : l'histoire de l'intégration des populations et le travail qu'elles avaient réalisé sur le monde, incarnés par le tumulus et le rituel funèbre.
Au sein du mobilier funéraire on rencontre enfin un autre type d'objet, le magatama (勾玉, « bijou courbe »), qui deviendra l'un des symboles de la puissance de la maison impériale.
Il faut noter que des peintures murales ont été exceptionnellement préservées dans le Kofun d'Otsuka, Fukuoka, VIe siècle, en six couleurs : rouge, jaune, vert, noir, blanc, cendre · L'espace peint a fait l'objet d'une restitution en environnement virtuel au Musée national de Kyūshū.

#### Kofun: Évolution

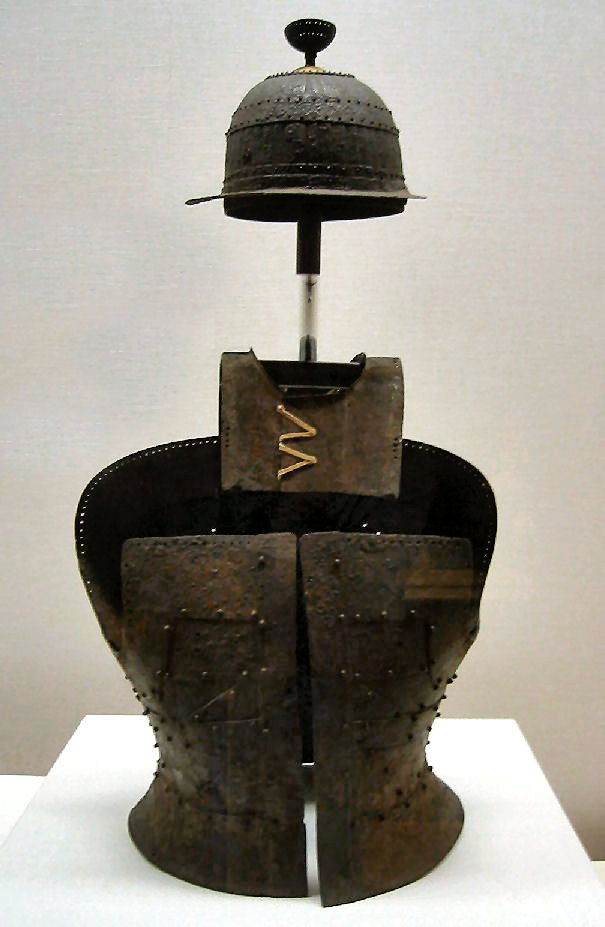
Casque de fer et armure avec décorations de bronze doré, période Kofun, Ve siècle, Musée national de Tokyo.

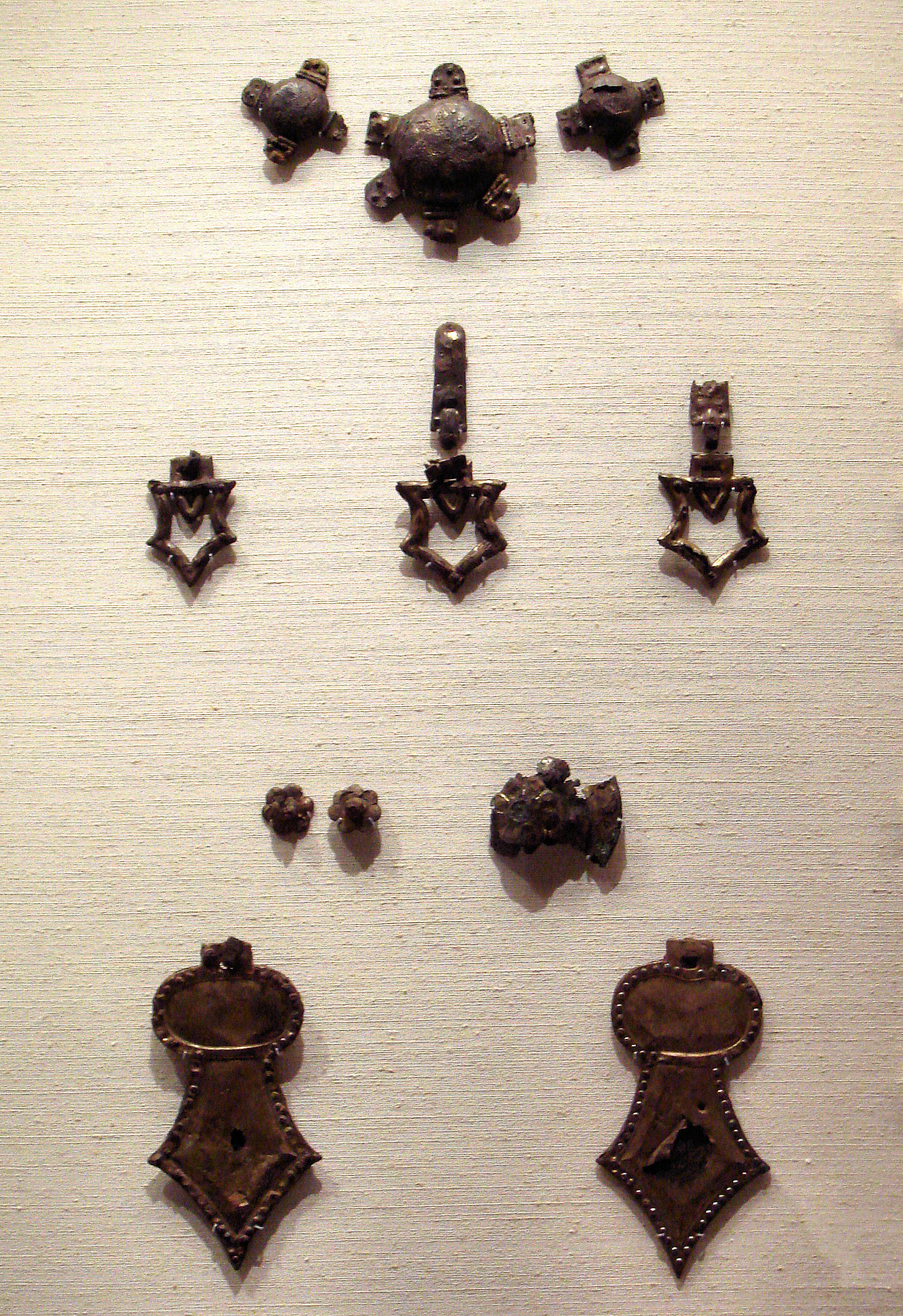
Éléments de harnais d'un cheval. Cuivre estampé, incisé, doré. Période Kofun. VIe siècle. British Museum.

La pratique des Kofun en trou de serrure s'étend, au Ve siècle, de la province de Yamato à la province de Kawachi (où existent d'énormes Kofuns comme le Kofun Daisenryō), puis dans tout le pays (à l'exception de la région de Tōhoku). Tout au long de la période les plus grands tumuli en trou de serrure se trouvent dans la région du Kansai (préfectures de Nara et d'Osaka).
On peut distinguer quatre moments, en ce qui concerne les Kofun : 
- Période initiale des Kofun, IIIe – IVe siècle. Les premiers Kofun . Ces tertres étaient marqués par des petites pierres blanches et des cylindres de terre cuite rouge, les Haniwa. La chambre funéraire est alors à usage unique. L'entrée se fait par le haut. Les cercueils sont en bois, faits d'un tronc évidé.
- Période moyenne, Ve siècle. Les nouveautés apparaissent au nord de Kyushu, face à la Corée. L'entrée se fait sur le côté. Les Haniwa sont accompagnés de statues taillées dans la pierre qui représentent souvent des hommes et des chevaux. On voit aussi apparaître des tombes en hypogée (souterraines) et des tombes creusées à flanc de colline. Le cercueil devient un sarcophage de pierre (en forme de maison dans la région du Kansai). Le mort est accompagné par de nombreuses armes de bronze et des pièces de harnais. au cours de première moitié du Ve siècle on constate des rivalités entre les dirigeants, qui se manifestent par de grands écarts dans la taille des tertres[14]. Le Daisen, au milieu du Ve siècle, avec ses 500 m. de long, se détache de son contemporain, le Sakuzan, qui n'atteint pas les 300 m. Ces écarts se tassent ensuite avec des tailles moins gigantesques.
- Période postérieure, v. 500-550 - Kofun final - au nord de Kyushu apparaissent des tombes à fresques. Les statues de pierre disparaissent. Les chambres funéraires à entrée sur le côté se répandent jusqu'à l'Est. Parmi les derniers grands Kofuns : le kofun d'Imashirozuka (long de 190 m) d'Osaka, considéré par les spécialistes actuels comme étant la tombe de l'empereur Keitai, et le Kofun Iwatoyama , (long de 135 m) à Yame, préfecture de Fukuoka (nord de Kyūshū), mentionné dans le Fudoki de Chikugo comme le tombeau d'Iwai, le rival politique de l'empereur Keitai.

Des multitudes de tout petits tertres ronds apparaissent, groupés, depuis Kyushu jusqu'au sud de Tohoku. Ils manifestent une société inégalitaire : des individus accompagnés ou non de dépôts funéraires individualisés. Certains avec une chambre funéraire de type galerie, bâtie en pierre. Le groupe à l'échelle de la famille étendue devient alors assez puissant pour prendre à son compte la tradition des tertres anciennement réservés aux chefs.
- Période finale des Kofun. La fin du VIe siècle - période Asuka - voit disparaître les Haniwa dans le Kansai (ils perdurent à l'Est) et, quasi simultanément, les tombes en trou de serrure dans tout l'archipel[16], ainsi que les tout petits tertres. Le Mise-Maruyama, le dernier des tertres géants avec ses 318m. de long et peut-être la tombe de l'empereur Kinmei (509-571) surclasse alors son « rival » qui n'a plus que 100 m. Il ne porte ni Haniwa  ni couverture de pierres. La chambre funéraire, bâtie de grandes dalles rectangulaires, est la plus grande réalisée dans les tumuli japonais. Les Kofuns en trou de serrure disparaissent peut-être à cause de la réforme radicale qui a lieu à la cour de Yamato. Le Nihon shoki enregistre en effet l'introduction du bouddhisme à ce moment. Peut-être aussi parce que leur fonction initiale, qui était de matérialiser le travail des communautés pour leurs chefs et pour le bien-être commun a été remplacé par l'affirmation du pouvoir d'un souverain sur des individus, ses sujets[17]. Le tumulus, même le plus petit en marge des villages, qui était réalisé auparavant par une communauté, ne pouvait être réalisé par des individus isolés. Il devait disparaitre. Dans le même temps le lieu de résidence du souverain, chef suprême, prenait peu à peu la forme du palais.

### Haniwa

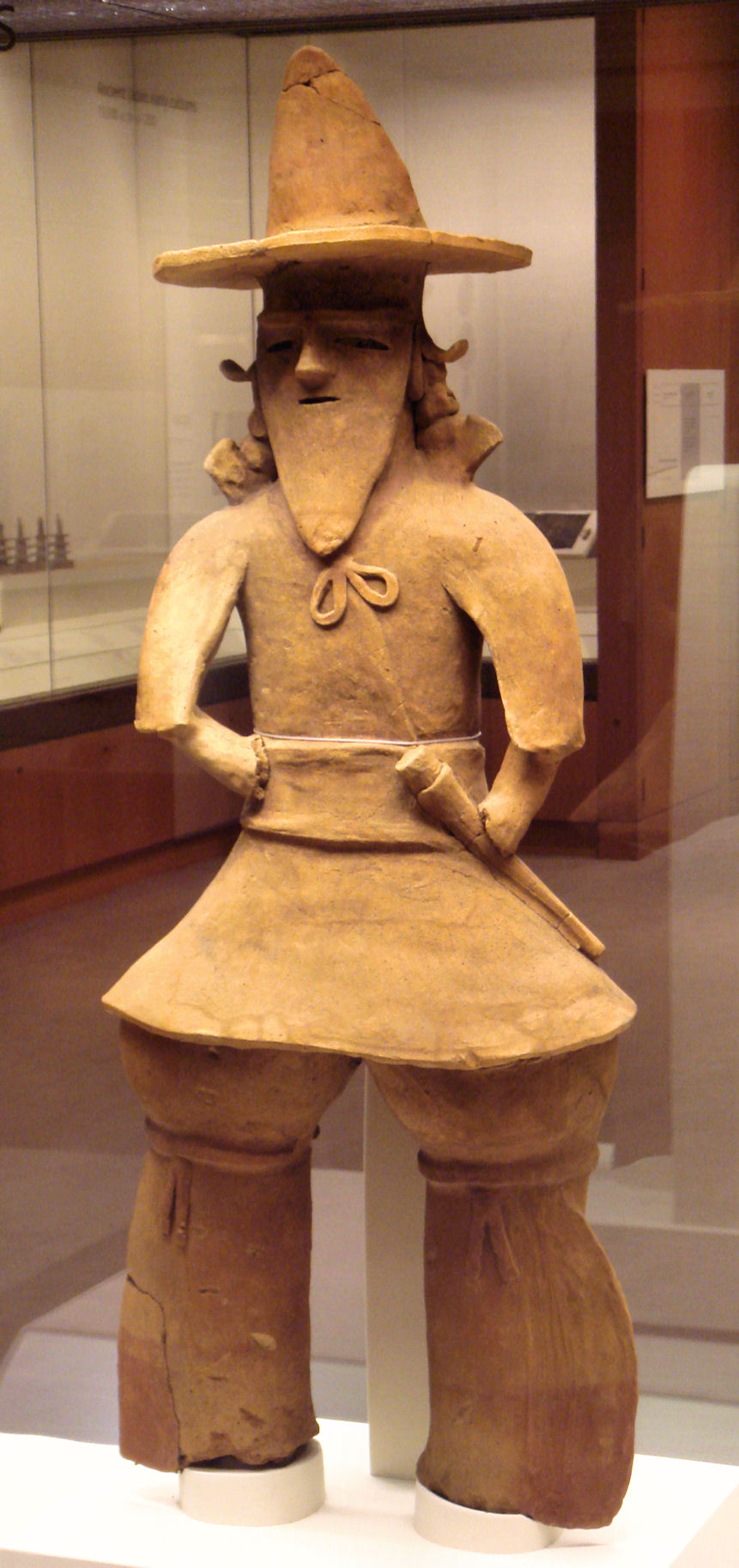
Haniwa d'homme à chapeau, armé. Céramique Haji (terre cuite). Ibaraki, vers 500. British Museum.

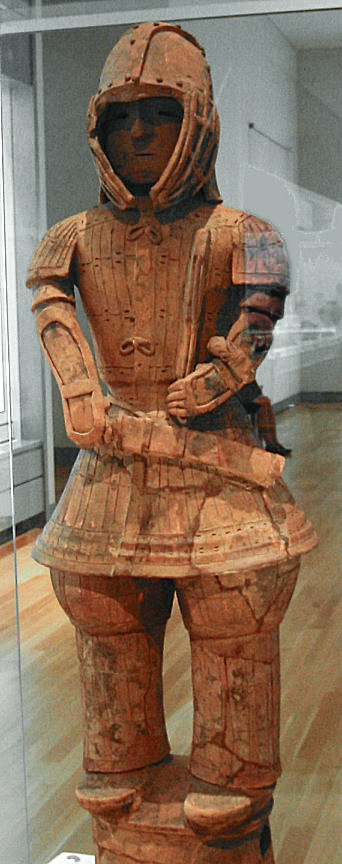
Haniwa en forme de guerrier en armure lamellaire. VIe siècle. H. 130.5 cm. Musée national de Tokyo

Les Haniwa (埴輪, « cylindres de terre cuite »), sont des objets de terre cuite, le plus souvent de simples cylindres et, pour certains, figuratifs. Ils sont placés autour des tertres funéraires de l'élite dirigeante, les Haniwa figuratifs se trouvant sur le tertre. Ces Haniwa ont donc été trouvés dans le sud de Honshū — en particulier la région de Kinai autour de la préfecture de Nara — et au nord de Kyūshū, là où se trouvent les Kofun. Les  Haniwa figuratifs présentent des formes variées, chevaux, oiseaux, éventails, poissons, maisons, armes, boucliers, parasols, oreillers et des êtres humains, hommes et femmes, mais n'importe lesquels, comme on verra plus bas. Sur certains Haniwa, la cavalerie porte une armure, des épées et aussi d'autres armes et ornements.
Leur origine dérive des piédestaux supports de jarres globulaires déposées auprès des tombes de chefs du Yayoi final. Ces piédestaux, très décorés de motifs curvilinéaires incisés et de motifs évidés, supportaient ces jarres globulaires qui contenaient probablement du riz. Les communautés paysannes les auraient déposées auprès du défunt en vue de récoltes abondantes. Les premiers Haniwas cylindriques apparaissent par milliers, et sont déposés autour du tertre par les communautés paysannes pour le bien-être commun. Disposés en rang serré, ils constituent comme une enceinte censée retenir l'esprit du chef défunt, et ainsi préserver la communauté. Quelques décors peints ont survécu, ils reprennent des motifs que l'on trouve sur les cloches Dotaku et sur les piédestaux du Yayoi final, en relation avec les rituels des communautés paysannes. Les Haniwa cylindriques symbolisent des offrandes de nourriture faites par les gens du commun au chef décédé. Ces Haniwa cylindriques sont déposés, au Kofun initial, autour du tertre funéraire, alors que les traces des fêtes populaires précédentes disparaissent tout alentour. Les rituel devenant de plus en plus ésotérique.
Les Haniwa figuratifs (maisons aux fenêtres ouvertes et silos de l'élite, soldats en armes, cavaliers, serviteurs ...) sont des marqueurs du statut du défunt déposés par les autres représentants de l'élite, cette fois-ci dispersés sur le dessus du tertre, et non sur le pourtour. Le chef n'est alors plus perçu comme celui qui conduit un rituel pour le bien commun, mais celui qui dirige, qui commande et qui se fait servir.
Avec le dernier grand Kofun (Mise Maruyama, L. 318 m., Kashihara, Préfecture de Nara) les Haniwa, qui servaient d'offrande de la communauté et de protection pour elle, disparaissent, et avec eux ce qui faisait du tertre en trou de serrure un lieu pour accueillir les vœux pour le bien être de la communauté. Cette disparition implique la suprématie indiscutable du chef suprême. Le tertre le plus grand, après celui-ci, ne mesure plus que 100 m. de long. Plus aucun Kofun n'est construit ensuite, sauf dans l'est de l'archipel.

## Kofun initial (275-400): hiérarchisation accrue de la société

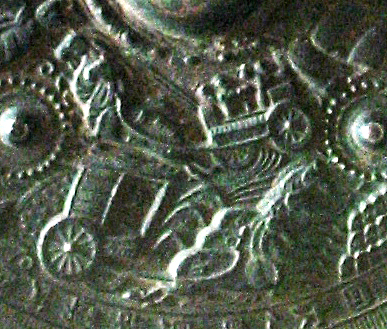
Détail de chars à chevaux sur un miroir en bronze chinois, envoyé au Japon au cours de la période Kofun,. Tumulus Eta-Funayama, à Kumamoto. Musée national de Tokyo.

La hiérarchisation de la société était un fait à l'époque Yayoi final. Les anciens tertres funéraires à quatre pieds en sont la trace visible.

### Toraijin: les étrangers
Le nom toraijin désigne les personnes venues au Japon à partir de l'étranger au sens large, mais également, dans un sens limité, les personnes devenues des citoyens naturalisés du Japon ancien, venus de la Chine continentale via les îles Nansei et les Coréens venus de la péninsule dans les temps anciens. Ils introduisent de nombreux aspects de la culture coréenne et de la culture chinoise au Japon. Conscient de la valeur de leurs connaissances et de leur culture, le gouvernement Yamato accorde un traitement préférentiel aux toraijin. Les éléments de la culture chinoise introduits à la cour impériale Yamato sont très importants. Selon le livre Shinsen Shōjiroku, compilé en 815, un total de 154 clans sur 1 182 dans la région du Kansai du Honshū sont considérés comme des personnes ayant une généalogie étrangère. La cour impériale de Yamato édite officiellement le répertoire en 815 et 163 clans chinois y sont enregistrés, ainsi que 104 familles de Baekje (« Paekche » selon l'ancienne romanisation), 41 de Koguryo, 6 de Silla et 3 de Gaya. Ce peut être des familles arrivées au Japon entre les années 356 et 645.

#### Migration coréenne

##### Rôle clé des premiers villages ayant fonction de ports de commerce
La première migration coréenne attestée est ancienne, depuis la période Yayoi initial (900 ou 500 - 400/300 AEC) au nord de Honshu. Ils sont à l'origine de l'introduction de la culture du riz en rizières inondées, qui signe le commencement de la période Yayoi et plusieurs siècles avant l'importation des premiers bronzes chinois. Mais à la fin de Yayoi V final (v. 1/50 EC - 200 EC, à époque des premiers Kofun en trou de serrure), on assiste d'abord à l'apparition de nouveaux villages, dans la région de Fukuoka, puis plus largement dans tout l'Ouest et jusqu'aux marges de l'Est japonais. Ces nouveaux villages sont d'un type de « ports de commerce », auparavant inexistant. En effet, on y décèle une forme de culture mixte où se côtoient en termes de matériel archéologique, le four familial coréen typique (dès la phase Furu, la première phase de la période Kofun), des poteries produites localement et d'autres venant d'autres régions, enfin des poteries qui empruntent des caractères à différentes régions de l'archipel japonais. Les jarres réservées à la cuisson des aliments sont souvent de provenance lointaine, ce qui suppose que les commerçants se déplaçaient avec leur matériel culinaire et leurs pratiques culinaires aussi. Les pratiques s'hybrident, ainsi dans les maisons équipées de fours venus de la péninsule on trouve des poteries venues de l'archipel. Les fours coréens indiquent la présence de coréens des régions côtières du Sud, qui ne font pas qu'apporter des biens mais qui vivent là, à demeure. On ne distingue pas de quartier réservé aux uns ou aux autres, et aucune trace de hiérarchie sociale ou communautaire. De nombreux objets liés à la pêche en haute mer permettent de penser que ces marins pêcheurs avaient tout à fait l'habitude de franchir le détroit de Tsushima. Ces villages ont donc une fonction clé dans le commerce maritime.
La paléogénétique montre que les anciens individus de la période Kofun sont distincts génétiquement des individus de la culture Yayoi. Les résultats suggèrent que les Hans d'Asie de l'est sont la population la plus proche de cette source continentale. Ils confirment également l'hypothèse que le début de la période Kofun s'est accompagné d'une forte migration en provenance du continent asiatique dans l'archipel du Japon.
Les produits d'importation du sud de la péninsule coréenne, comme les lingots de fer, atteignent ainsi l'est de l'archipel jusqu'au Kanto dès la période du Kofun initial. On suppose aussi que la région du Kansai, le Yamato autour de Nara, avait établi des relations avec la côte nord de la mer Jaune, où la dynastie chinoise des Wei du Nord allait restaurer la commanderie de Daifang et que cela plaçait aussi les dirigeants de la région du Kansai dans une position supérieure par rapport aux autres aux yeux de l'empereur Wei. Avec de tels appuis ils étaient en possession de cette forme de pouvoir qui rend capable de réaliser « ce qui est improbable » (devenir les médiateurs essentiels, et les premiers - primordiaux), et même de faire passer leur pouvoir comme « nécessaire », tout particulièrement dans les négociations commerciales, dans les ports, avec les étrangers.
Leur apparition s'effectue dans les zones côtières de Kyushu et de l'ouest du Japon, plus densément le long du corridor de la Mer intérieure de Seto, et surtout au centre de la région du Kansai. Toute cette région, du Nord Kyushu au centre du Kansai, est celle des premiers tumuli en trou de serrure. Les communautés qui habitent ces ports et les élites locales doivent gérer l'arrivée d'un flot de gens, de biens et d'informations, de technologies en provenance de la péninsule et nécessitant des négociations entre parties. Il apparait donc que les élites du centre du Kansai qui ont pu contrôler ce commerce ont acquis peu à peu la position d'intermédiaires essentiels entre ce flot de gens, biens et informations pour toute cette partie de l'archipel qui évoluait rapidement.
Le nord de Kyushu était la région la mieux placée pour faire transiter les objets à fonction symbolique, de prestige comme les miroirs, importés de Corée ou de Chine, ou les matières premières comme les lingots nécessaires pour produire des objets de fer, importées de Corée du Sud, tout au long de la période Yayoi. Avec le développement des rizières inondables, la région du Kansai offrait plus de possibilités que les petites plaines de l'Ouest. Et le bassin de Nara occupait une position centrale, entre l'Est et l'Ouest pour de futures alliances hiérarchisées.

##### Migrants, communautés et la consolidation des élites
Au cours de la période 340-400 de grandes quantités de migrants se retrouvent dans certaines communautés. Ils travaillent le fer, élèvent des chevaux, se chargent de la production du sel, etc. Dans les régions de Kibi et Tsukushi et au centre du Kansai ces communautés sont installées pour être sous le contrôle de plus en plus étroit des élites locales. On assisterait ainsi à des « États » sous une forme primitive. Ces nouveaux produits créent en effet de nouveaux désirs et des compétitions entre « identités » distinctes. Chaque communauté compose alors pour ses chefs un enterrement hautement formalisé dont la réussite est censée apporter le bien-être collectif, tout en laissant cette trace monumentale du savoir faire de la communauté et de ses croyances. Ces tumuli sont aussi l'occasion de maintenir des relations entre communautés voisines, toutes en compétition, afin de savoir qui dominerait l'autre.
Ce sont des immigrés coréens qui servent de secrétaires aux élites japonaises et ce sont eux qui introduisent l'écriture chinoise au Japon, au Ve siècle.
Le Livre des Song a enregistré que cinq chefs suprêmes successifs du centre de la région du Kansai ont envoyé des émissaires auprès de la dynastie Jin (265-420) et de la dynastie Song du Sud (420-479) (ou Liu Song). Dans le même temps des communautés locales ont établi et maintenu des liens avec des communautés de la péninsule. Un changement signifacatif intervient au cours de cette période lorsque les casques et les armures d'origine chinoise sont remplacés par du matériel d'origine coréenne. Les immigrants coréens ayant aussi amené leurs technologies avec eux.

### Centralité de la région du Kansai

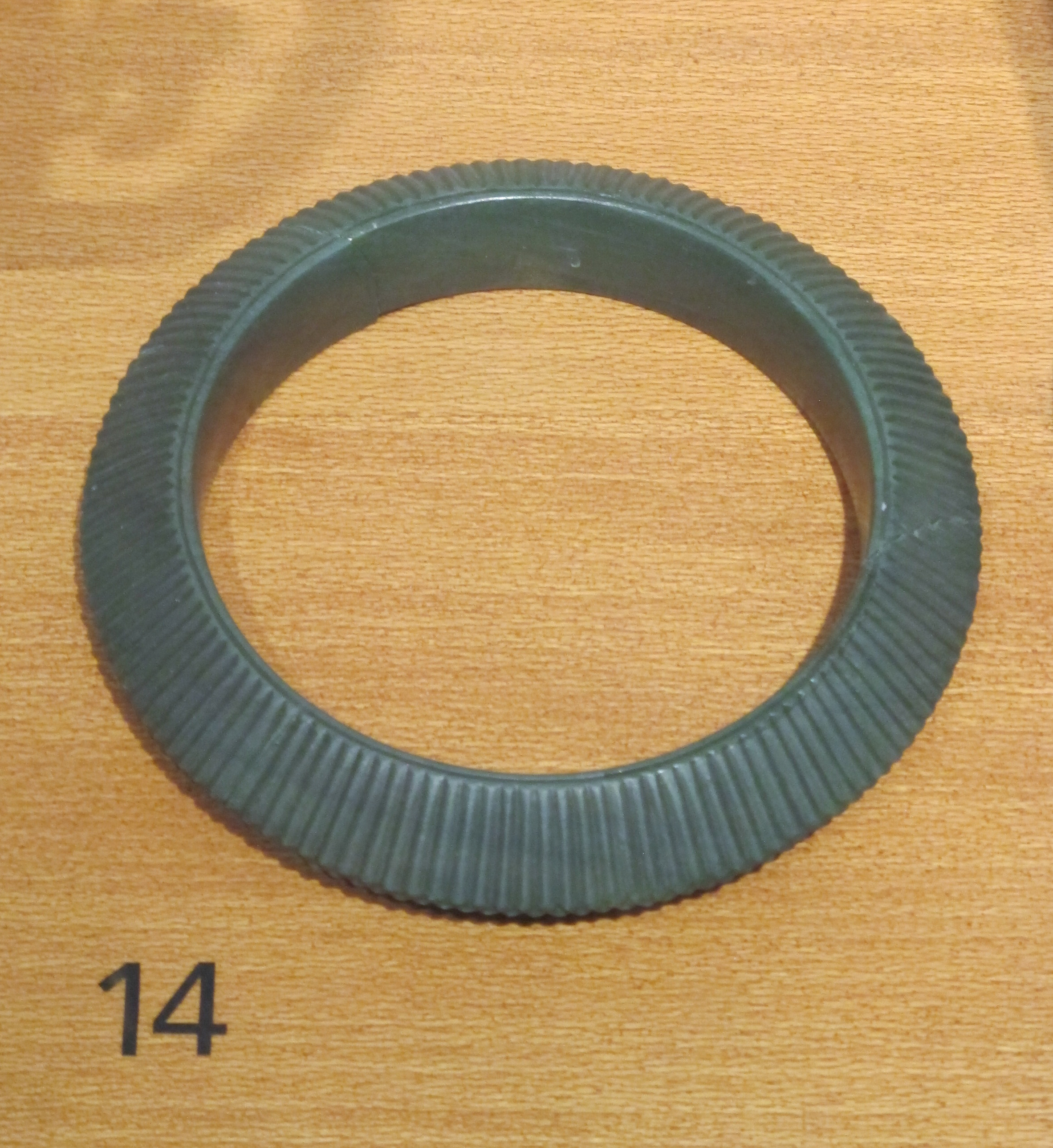
Ishikushiro, bracelet, fin disque de pierre à décor rayonnant. IVe siècle. Jaspe. Musée Guimet
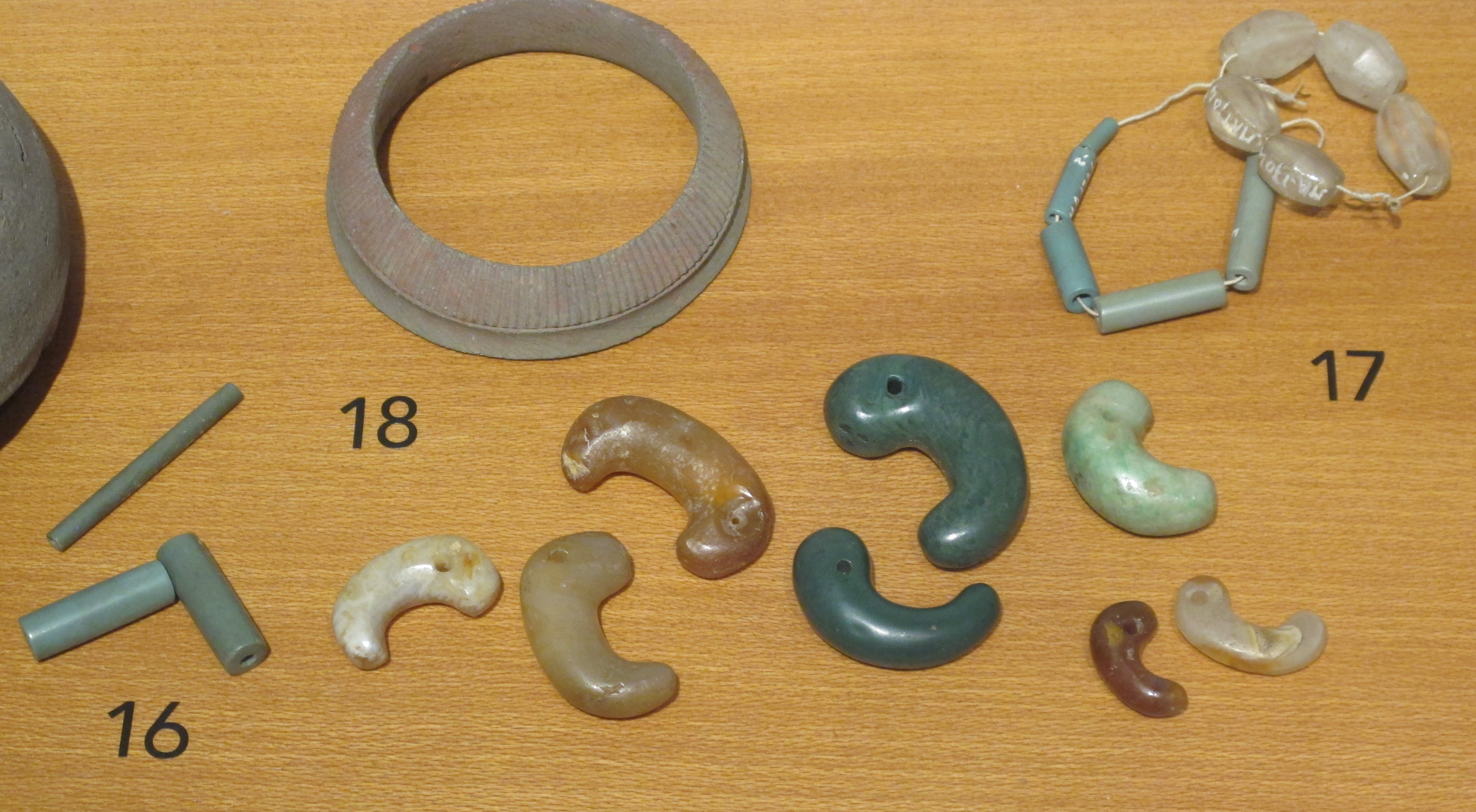
Bracelet et perles, magatama[N 3]. IVe – Ve siècle. Musée Guimet
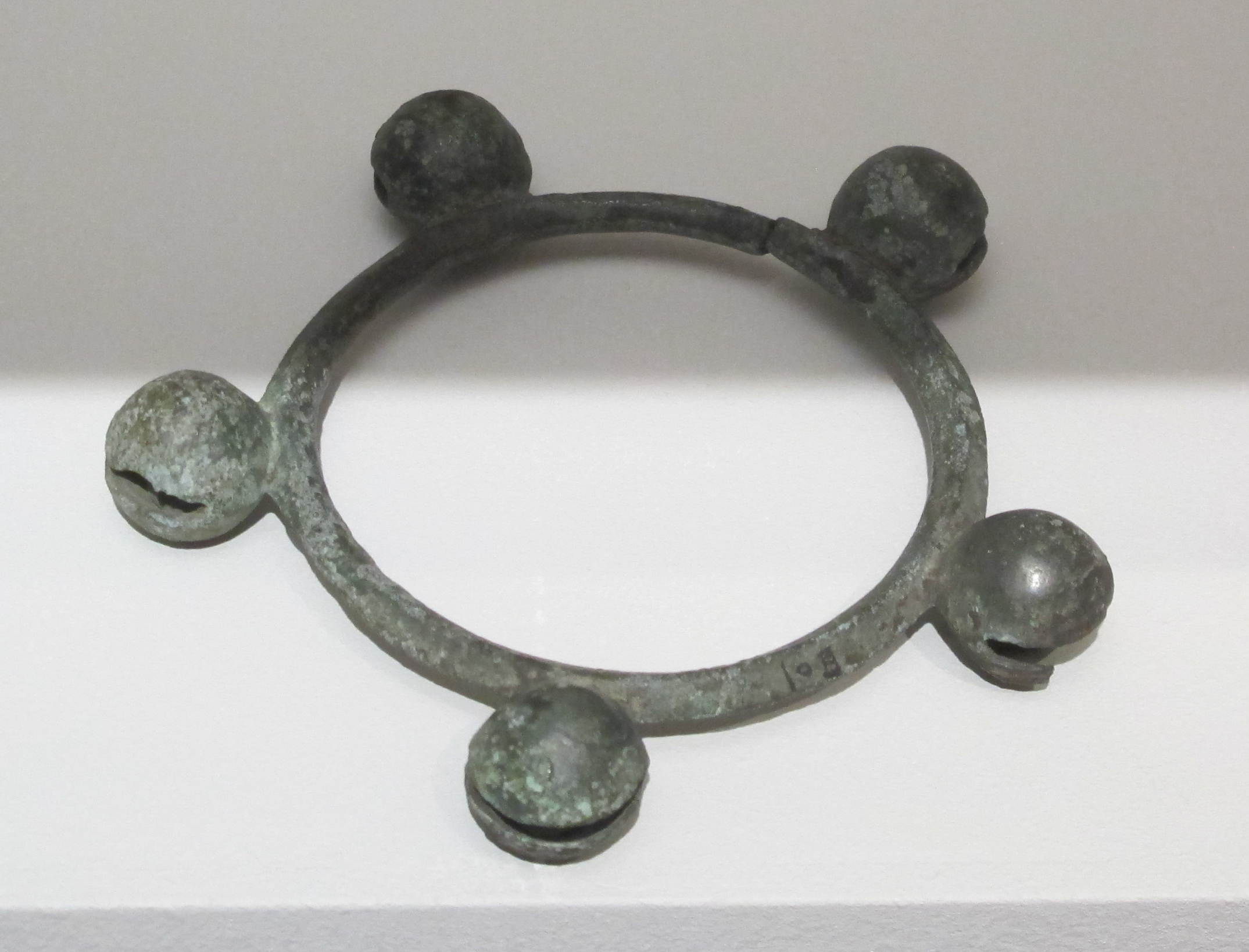
Bracelet à grelots. Bronze. Kofun. (Saitama). Musée Guimet
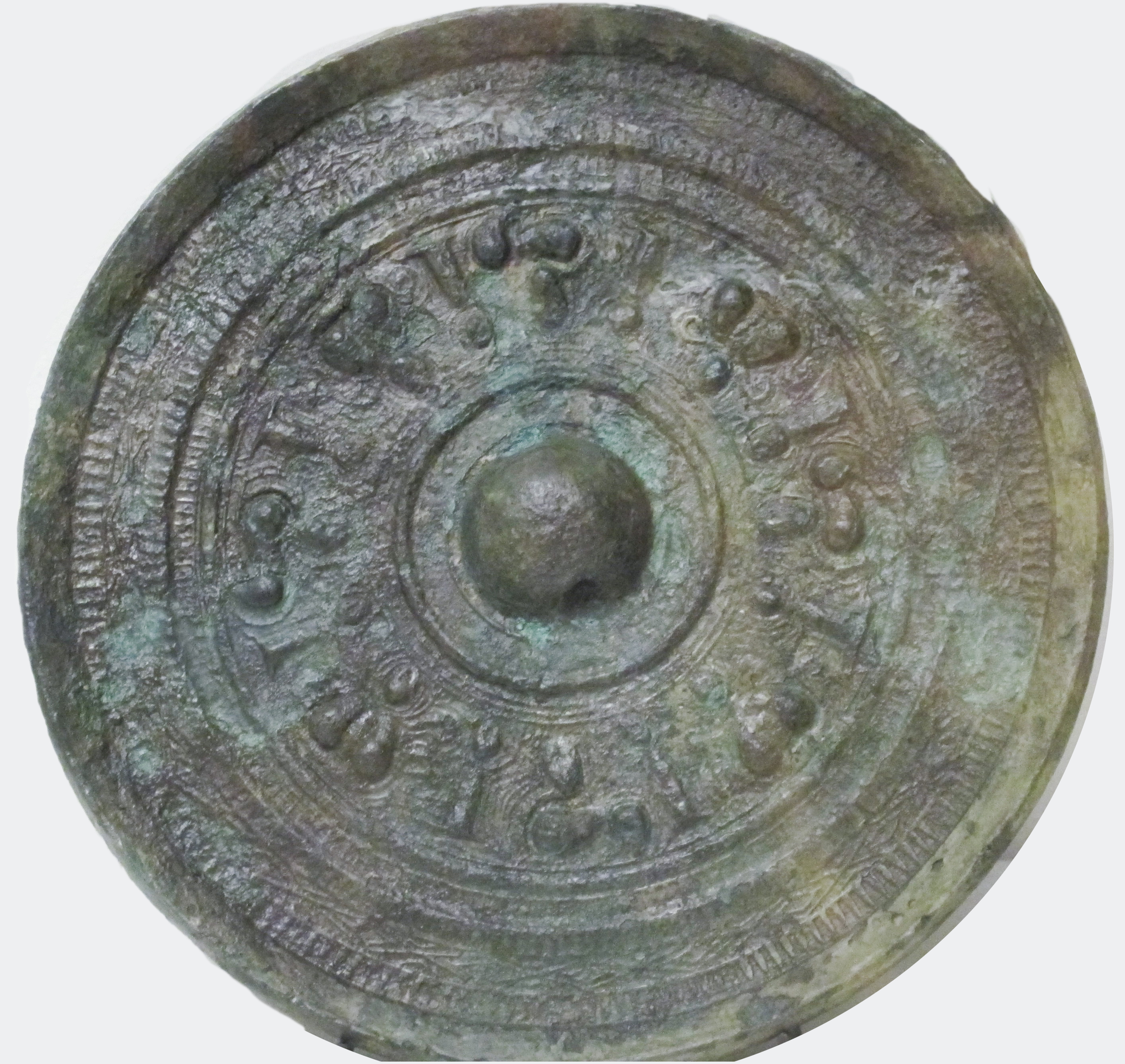
Miroir, bronze. Tomani, Himeji, Hyogo. IVe siècle. Musée Guimet

Une étude fine des échanges entre les centres régionaux témoigne de la centralité de la région du Kansai et du grand nombre des pôles avec lesquels elle avait des relations. Par exemple, le Livre des Song enregistre que 5 chefs suprêmes successifs de cette région ont envoyé des émissaires auprès des dynasties chinoises des Jin (265-420) et des Song du Sud (420-479). L'extension du pouvoir de cette région coïncide avec les tumuli les plus grands dans l'ère d'influence du Kansai.
Cette région est aussi émettrice d'un « bagage commun » dès le Kofun initial, éléments qui sont assemblés dans cette région : une gamme d'éléments matériels, portables et monumentaux, ainsi que les technologies en lien, apparus à la période Yayoi. Ce bagage commun au Kofun initial comprend le tertre en trou de serrure, le type d'inhumation et le dépôt funéraire propres à cette période. Les caractères qui définissent ce bagage commun sont transmis aux autres régions au cours du Kofun initial. Mais l'étude relève l'importance grandissante d'Izumo, d'Owari et de Koshi. Izumo a conservé ses pratiques funéraires et son influence se manifeste par l'étendue croissante de son style de céramique. Owari devient le centre d'un autre type de tumulus, rectangle. Koshi produisait les bracelets caractéristiques en jaspe / tuf vert qui sont un élément essentiel du dépôt funéraire de la période initiale.
La transmission de l'ensemble de ce bagage commun semble n'avoir pas été imposé, mais adopté et partagé. Il semble que l'initiative, dans la région du Kansai, de l'introduction de certaines nouveautés dans le dispositif funéraire ait entrainé un phénomène d'émulation et de compétition avec les régions voisines, lesquelles pouvaient introduire localement des innovations, elles aussi. Globalement les relations entre régions n'étaient pas rigides et hiérarchisées mais plutôt une forme d'interdépendance, à ce stade.
Dans le même temps certaines communautés ont établi et entretenu des relations avec d'autres communautés de la péninsule coréenne.

## Kofun moyen (400-500)

### Culture matérielle et société
L'essentiel de la culture matérielle de la période Kofun montre que le Japon à cette époque est en contact politique et économique étroit avec l'Asie continentale, en particulier avec les pays de la péninsule Coréenne et les dynasties du sud de la Chine. En effet, des miroirs de bronze coulés dans le même moule ont été trouvés sur les deux côtés du détroit de Tsushima. L'irrigation, la sériciculture et le tissage sont également apportés au Japon par des immigrants chinois mentionnés dans les anciennes chroniques du Japon. Par exemple, le clan Hata d'origine chinoise (秦, lire Qín en chinois) introduit la sériciculture et certains types de tissage.

#### Agriculture et élevage , céramique

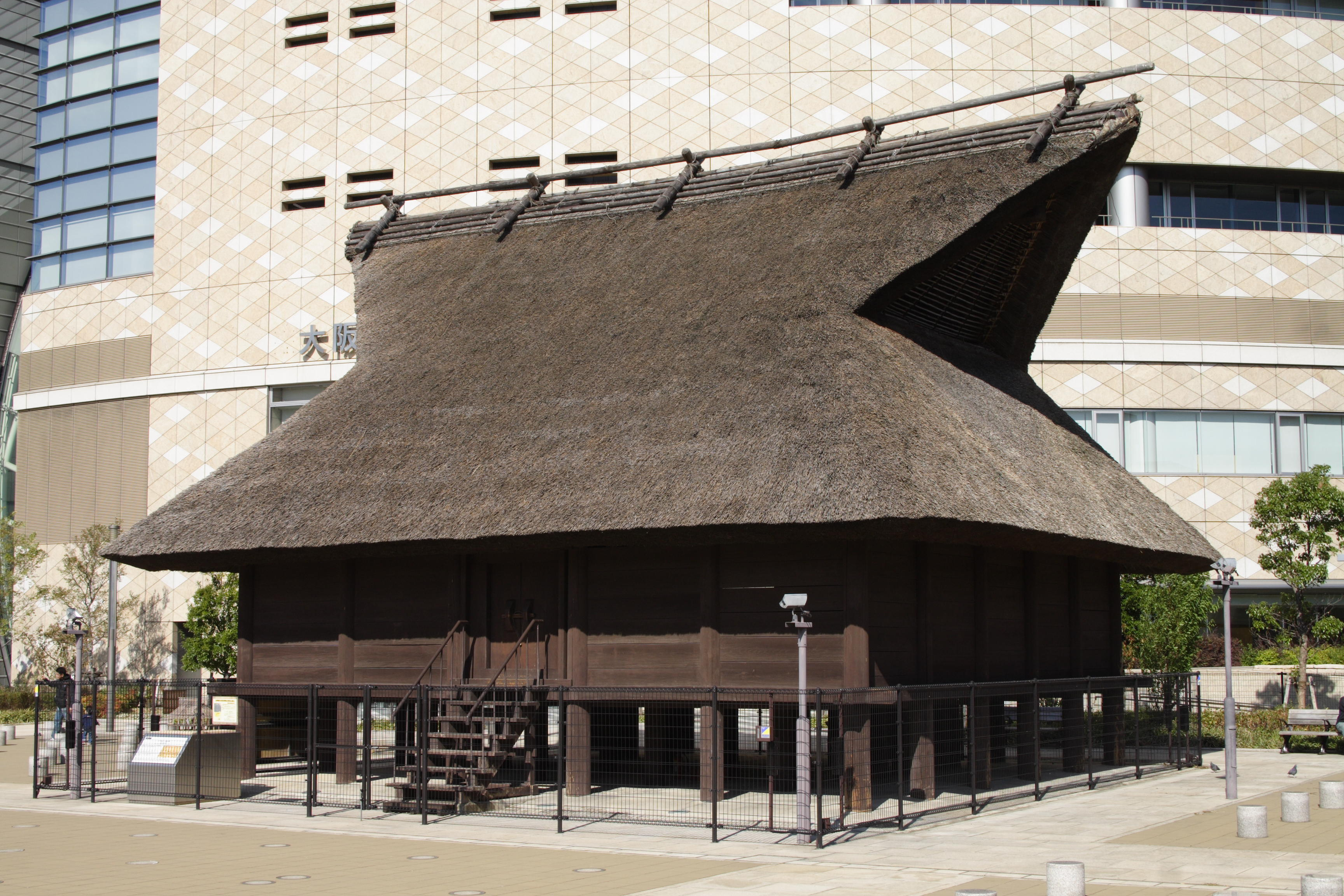
Reconstitution d'un grenier de l'époque Kofun. Osaka

Les fossés inondés qui entourent les grands tertres funéraires et qui ont nécessité de grands travaux par une main d'œuvre nombreuse, servent aussi de réservoirs pour les rizières attenantes. D'autres grands travaux permettent l'assèchement de marécages et leur mise en exploitation. Enfin l'élevage qui était inexistant auparavant est clairement attesté à cette époque. L'usage de la faucille de fer signifie l'amélioration et l'homogénéisation des semences.
Les céramiques rouges, hajiki , cuites à faibles températures (450 - 750 °C) suivaient la tradition de l'époque Yayoi et restaient poreuses. Les Haniwas sont réalisés dans cette matière, comme les jarres destinées à contenir des grains. Mais on voit apparaître des types de poteries coréennes, par leurs formes associées à des fonctions précises sur la péninsule et que l'on retrouve ici, avec la même matière, le grès gris ou gris bleu, en général mat, sans glaçure mais qui peut recevoir par projection involontaire de cendre au cours de la cuisson, une glaçure à la cendre de bois. Cette cuisson atteint des températures élevées, qui étaient ignorées auparavant, entre 1 000 et 1 300 °C. Ces grès à l'aspect gris, les Sue-ki (céramiques Sue) peuvent contenir des liquides, des boissons.

#### Haniwa / tumulus et dépôt funéraire

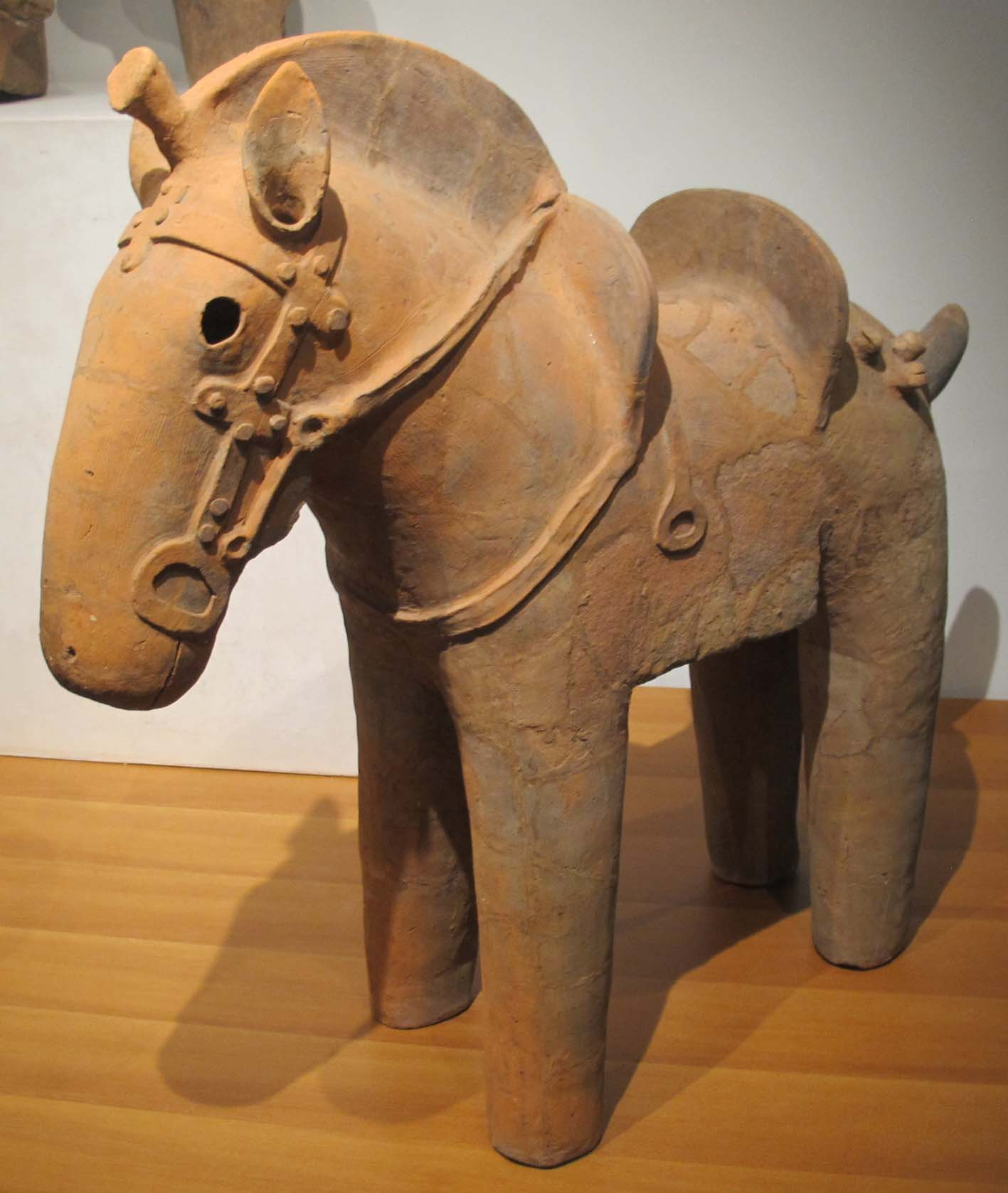
Haniwa : cheval harnaché. Terre cuite, haji. H. 78 cm. Ve ou VIe siècle. Musée Guimet
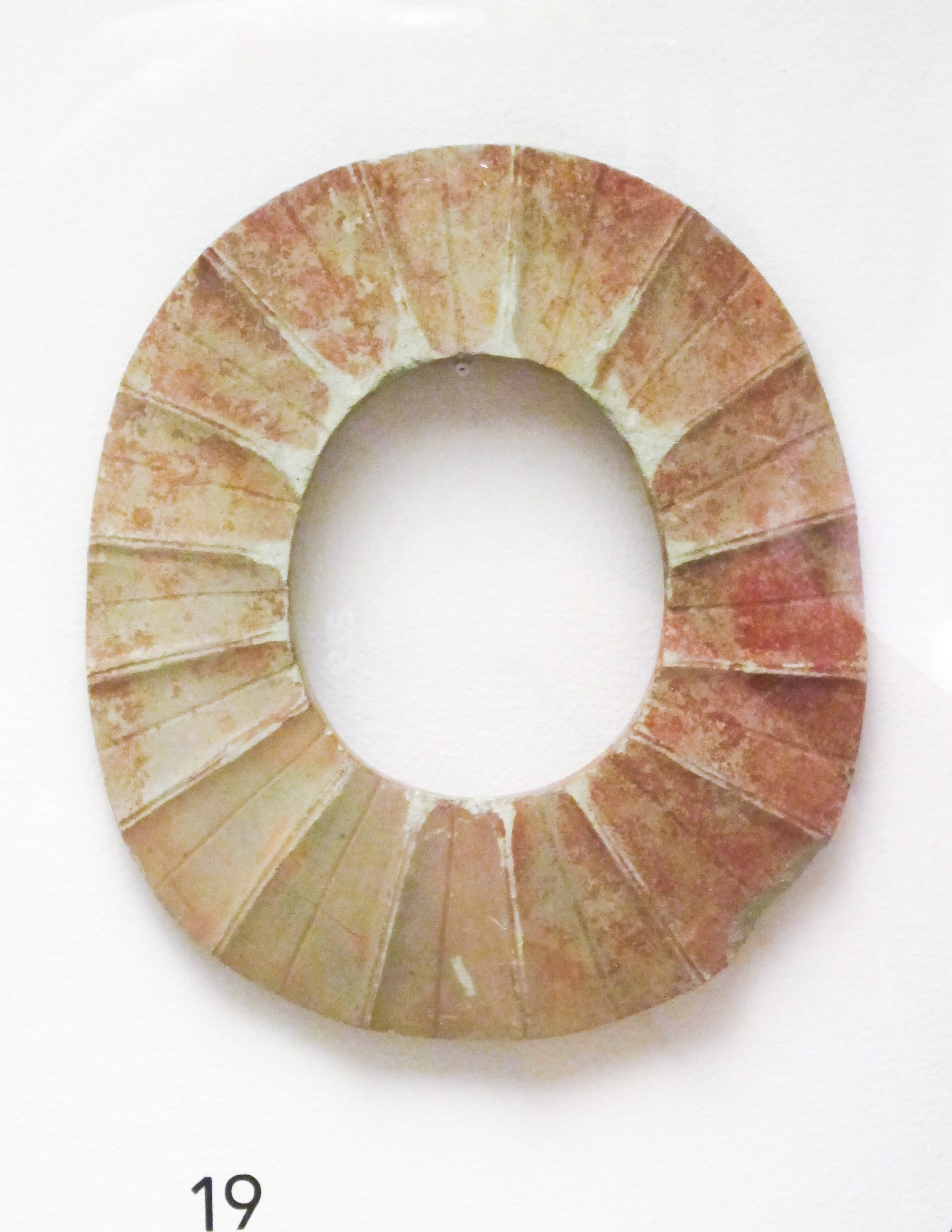
Sharinseki, bracelet en forme de coquillage. Région du Kansai. Période Kofun. Stéatite. Musée Guimet
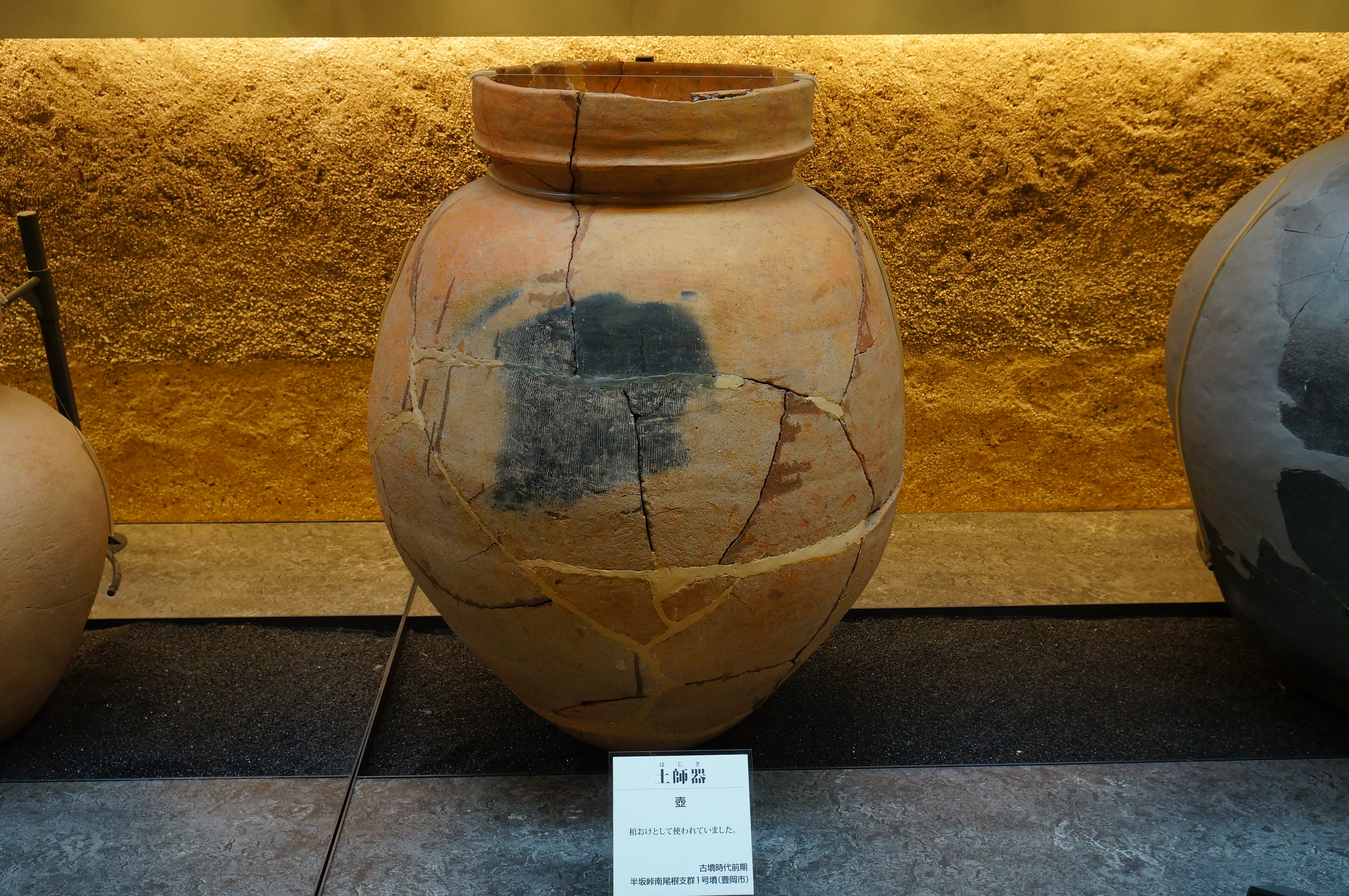
Grande jarre de type haji (terre cuite). Hyogo Prefectural Museum of Archaeology

1. Au Kofun initial et au cours de la première moitié du Kofun moyen les Haniwa cylindriques se trouvent sur les côtés, entourés par un fossé. On en trouve aussi sur les 4 côtés d'une plateforme carrée, sur le tertre. Ils prennent alors la forme d'un vase. À l'intérieur de cette plateforme, des Haniwa des maisons de l'élite et de greniers : « le domaine de l'élite ». Des Haniwa d'armures, sont comme des soldats tout autour de cet espace.
2. Une plateforme est alors couramment placée devant le tertre, mais tous deux restant séparés par un caniveau et reliés par un pont ; la plateforme figurant comme une « île ». Des Haniwa d'oiseau d'eau, relevant de rituels dédiés à l'eau (comme ceux représentés sur les Dotaku de l'époque Yayoi), se trouvent sur cette « île », avec des éléments Haniwa du « domaine de l'élite ». Le « discours » des Haniwa du tertre porte sur le rôle de l'élite en tant que représentant des intérêts de la communauté et en tant que médiateur principal avec le domaine du transcendant. Les Haniwa de la plateforme rendent visible les prières faites au cours des rituels, comme ceux des Dotaku, des prières d'agriculteurs, inquiets pour leurs récoltes[38].
3. On voit apparaître les premiers Haniwa à figure humaine[39] au cours de la première moitié du Kofun moyen, mais ils restent discrets. Et, au début, ils ne sont ni placés au sommet, ni sur la plateforme mais sur le bord du tertre. Ils semblent représenter, dans leur relation aux autres Haniwa, le personnel au service du défunt. Ce dernier n'étant jamais figuré sous la forme d'un Haniwa. Leur présence vient marquer , alors, la différence de statut entre celui qui sert et celui qui est servi.

Les dépôts funéraires suivent ces trois étapes. D'abord on y trouve des traces de rituels : miroirs, tiges-sceptres et ornements de jaspe. À l'étape 2 on rencontre de nombreuses statuettes miniatures en talc reproduisant des objets rituels : miroirs, armes, objets fabriqués (des « cadeaux » pour assurer des alliances). Tandis qu'à l'étape 3 s'instaure la pratique d'inhumer de grandes quantités d'armures et d'armes. Certains en déduisent que l'image du chef est ainsi passée du roi-prêtre de type chaman au chef de guerre / souverain. La phase suivante, au Kofun final, voit apparaitre de nouveaux Haniwa, à figure humaine, cette fois-ci des chefs, essentiellement dans le Kanto.
C'est la période des grands Kofun, parmi les plus grandes tombes individuelles du monde, comparables aux pyramides d'Égypte. Mais les tumuli les plus grands ont des dimensions fluctuantes, et ne cessent de se déplacer alors que l'on pourrait penser que leur taille ne cesserait de s'accroître et correspondre à la localisation du pouvoir. Dans une surenchère soumise à divers facteurs, le Daizen a été le plus grand avec ses 480 m. de long, les plus grands qui l'ont suivi mesuraient 288 m. puis 242 m. et globalement leur taille n'a cessé de décroître ensuite. Mais dans les derniers temps du Kofun final, deux tombes font exception par leur gigantisme : Kawachi-Otsukayama (335 m.) et Mise-Maruyama (310 m.). Au Kofun moyen, la taille du plus grand augmente lorsque, pour ceux qui l'ont précédé l'écart entre les plus grands était faible ; la compétition aura donc joué indéniablement un certain rôle. Compétition entre ceux qui pratiquent les funérailles, groupes ou individus qui commandent aux groupes et mobilisent des forces pour ces travaux gigantesques, éventuellement celui qui envisage de se faire enterrer, lui-même. Des études fouillées permettent d'ouvrir, ainsi, de nombreuses pistes d'interprétation sur les histoires de ces élites et comment s'effectuait leur succession - leur type de filiation : bilinéaire du IIIe au Ve siècle, avec de grands risques de conflits / tumuli géants, puis unilinéaire, avec un moins grand risque de conflit pour la succession.

### Légende
Selon la légende transmise par le Kojiki (chronique offerte à l'impératrice Genmei en 712), l'empereur Jinmu, descendant de la déesse Amaterasu, aurait fondé la dynastie japonaise en une date hypothétique qui se situerait en 660 avant l'ère commune. L'apparition d'une dynastie encore non identifiée serait attestée par l'archéologie et l'étude comparée des sources chinoises et japonaises. Cela se passerait au cours de la période Kofun, au Ve siècle de notre ère.[réf. souhaitée]

#### Migration chinoise (selon les textes)
Selon le Nihon Shoki, le clan Hata, composé de descendants de Qin Shi Huang arrive à Yamato en 403 (quatorzième année du règne de l'empereur Ōjin) à la tête de gens provenant de 120 provinces différentes. Selon le Shinsen Shōjiroku, le clan Hata est dispersé dans diverses provinces au cours du règne de l'empereur Nintoku et poussé à entreprendre la sériciculture et la production de soie pour la cour. Lorsque le ministère des Finances est mis en place à la cour de Yamato, Hata no Otsuchichi (秦大津父) devenu tomo no miyatsuko (chef de différents services de la cour Yamato) est nommé ōkura-shō (ministre du Trésor (en)), et les chefs de famille semblent servir de responsables financiers de la cour Yamato.
En 409 (vingtième année d'Ōjin), Achi-no-Omi, ancêtre du clan Yamato-Aya, également composé d'immigrants chinois, arrive avec des personnes originaires de 17 districts. Selon le Shinsen Shōjiroku, Achi obtient la permission de créer la province d'Imaki. Le clan Kawachi-no-Fumi, descendants de Han Gaozu, introduit des éléments de l'écriture chinoise à la cour de Yamato.
Le clan Takamuko est un descendant de Cao Cao. Takamuko no Kuromaro joue un rôle essentiel dans l'élaboration de la réforme de Taika.

## Kofun final (500-550)

### Archéologie et société. Dépôts funéraires: céramique, ...
On assiste au déclin de l'usage des Haniwa cylindriques. Ceux à figure humaine deviennent majoritaires, avec la figure du chef et de ceux qui le servent. Quant au tertre, auparavant celui-ci était creusé et des cérémonies accompagnaient toutes les étapes de la construction de la tombe à ciste jusqu'à la terrasse sur laquelle on déposait les Haniwa : l'ensemble fonctionnant comme la représentation miniature du monde ; tout ceci a été éliminé progressivement. Lors de la période finale la chambre est élevée avec le tertre ; sa fonction symbolique en fait l'indicateur monumental du statut du défunt. Dans la majorité, les grands tertres en trou de serrure se font nettement plus petits. Des tertres géants de la région du Kansai se distinguent ainsi par leur taille, qui crée la rupture au sein de l'élite. Le dépôt funéraire accumule les objets magnifiques, spectaculaires, souvent importés de la péninsule ou leurs imitations, comme les couronnes d'or ou dorées. Dans les régions voisines du Kansai de nouveaux groupes de tertres en trou de serrure présentent des indices de contacts direct avec le Kansai : Haniwa similaires et épée d'Inariyama
Les villages s'égrènent en petits groupes d'habitations, par exemple, le long d'une rivière, (certaines sont bien plus grandes que les autres, possèdent plusieurs greniers-silos) ; il pourrait s'agir d'un lignage par village. Plusieurs villages étant alors liés en tant que clan. Les anciens cimetières qui prolongeaient la tradition de l'époque Yayoi, avec de tout petits tertres un peu chaotiques et très rapprochés sans jamais former de petits groupes, disparaissent. Des tertres plus grands se rencontrent alors par centaines, parfois par milliers (Hiraoyama-senzuka : 2000 sépultures, Kashiwara, Préfecture d'Osaka). Ils sont en groupes et de taille variable autour de 10 m., et manifestent une société inégalitaire et différenciée : les dépôts funéraires peuvent comporter des objets de prestige (épées à pommeau doré), cadeaux de l'élite pour service rendu : il s'agirait des tombes des premiers représentants d'une bureaucratie naissante. La plupart de ces dépôts correspondent à l'activité principale du défunt : travaux agricoles, exploitation du sel, etc. L'individu est ainsi distingué par sa biographie. Mais chaque tumulus reçoit souvent plusieurs corps et leur mobilier funéraire, ce qui entraine des déplacements. Ces grosses structures sont probablement réalisées par le clan.
Les vases d'un nouveau type, en grès sue, des objets de haute technologie pour l'époque, et destinés aux aliments et à la boisson, sont souvent déposés à proximité de la tombe. Ce grès est aussi une technologie importée de Corée. Dans les grès sue on retrouve des formes quasi identiques dans la céramique coréenne à l'époque des Trois Royaumes, de la région de la confédération de Gaya et du royaume de Silla, comme les coupes sur piédestal ajouré, mais aussi des formes non coréennes, propres à cette culture Kofun.

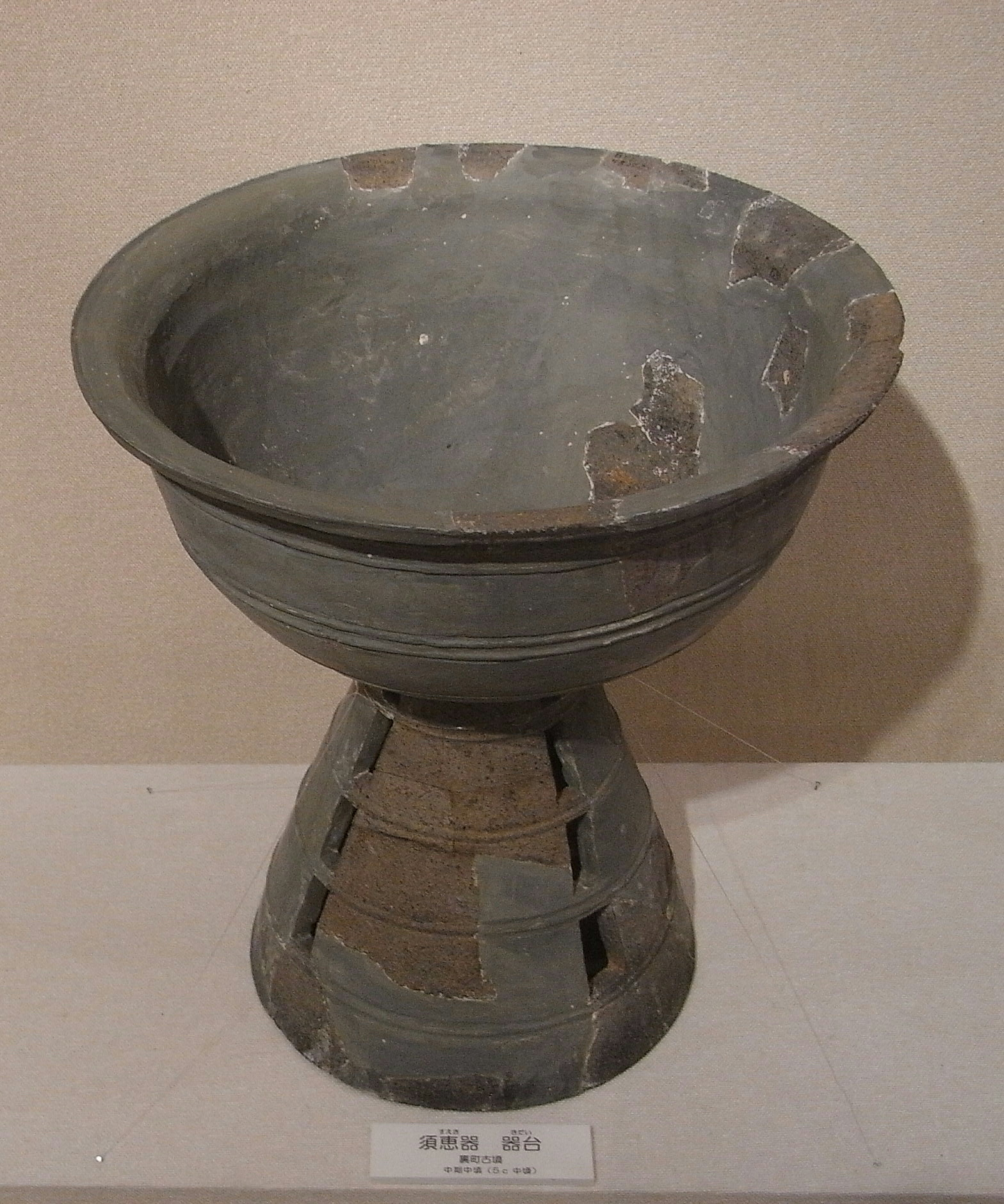
Coupe sur piédestal ajouré reconstitué, Sue. Ve siècle. Sendai, (Miyagi). Underground Forest Museum, Sendai
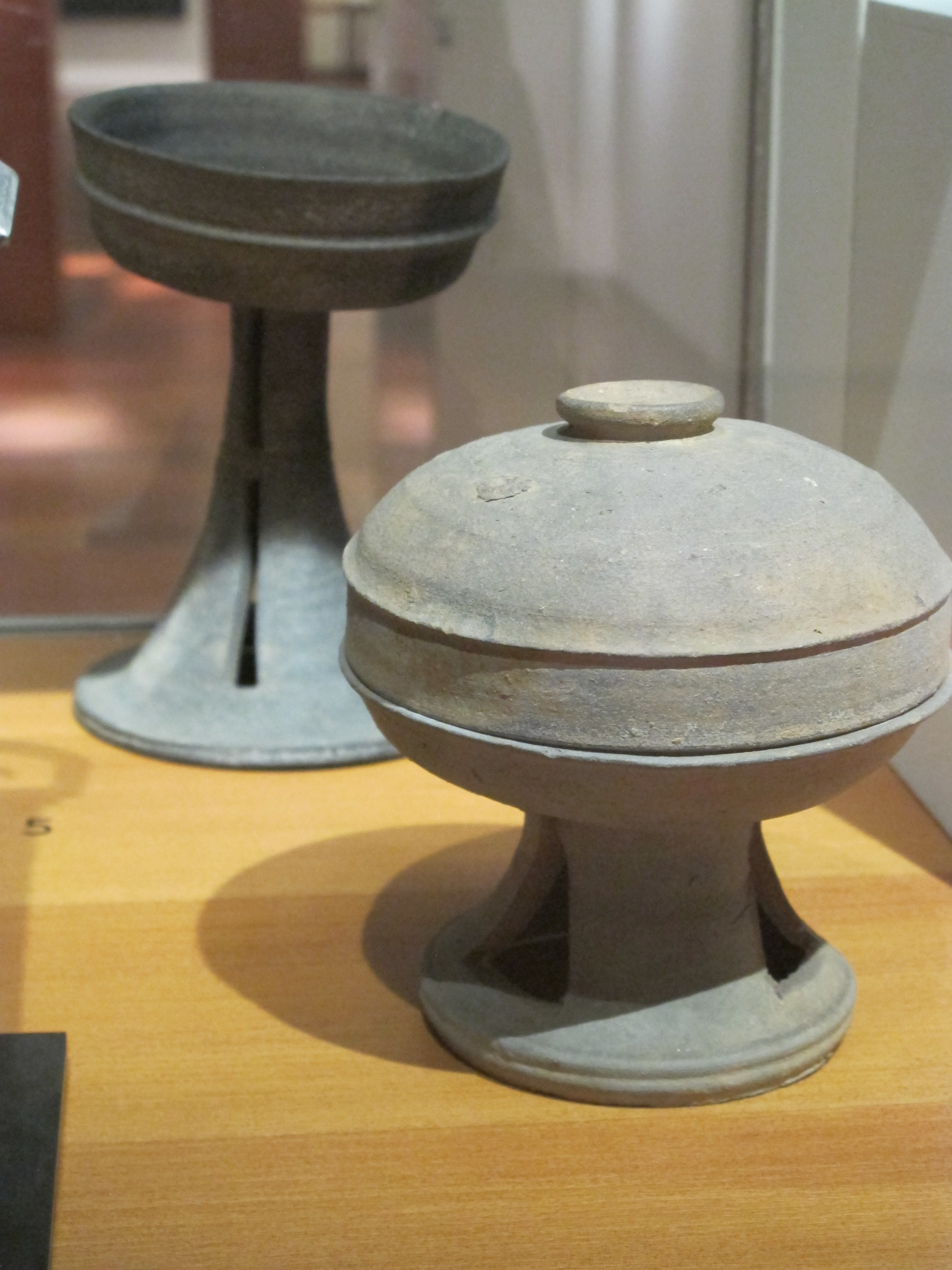
Coupes sur piédestal ajouré, une avec couvercle: 1/période Kofun. (Kagawa). 2/VIe siècle. (Toyama). Grès sue. Musée Guimet
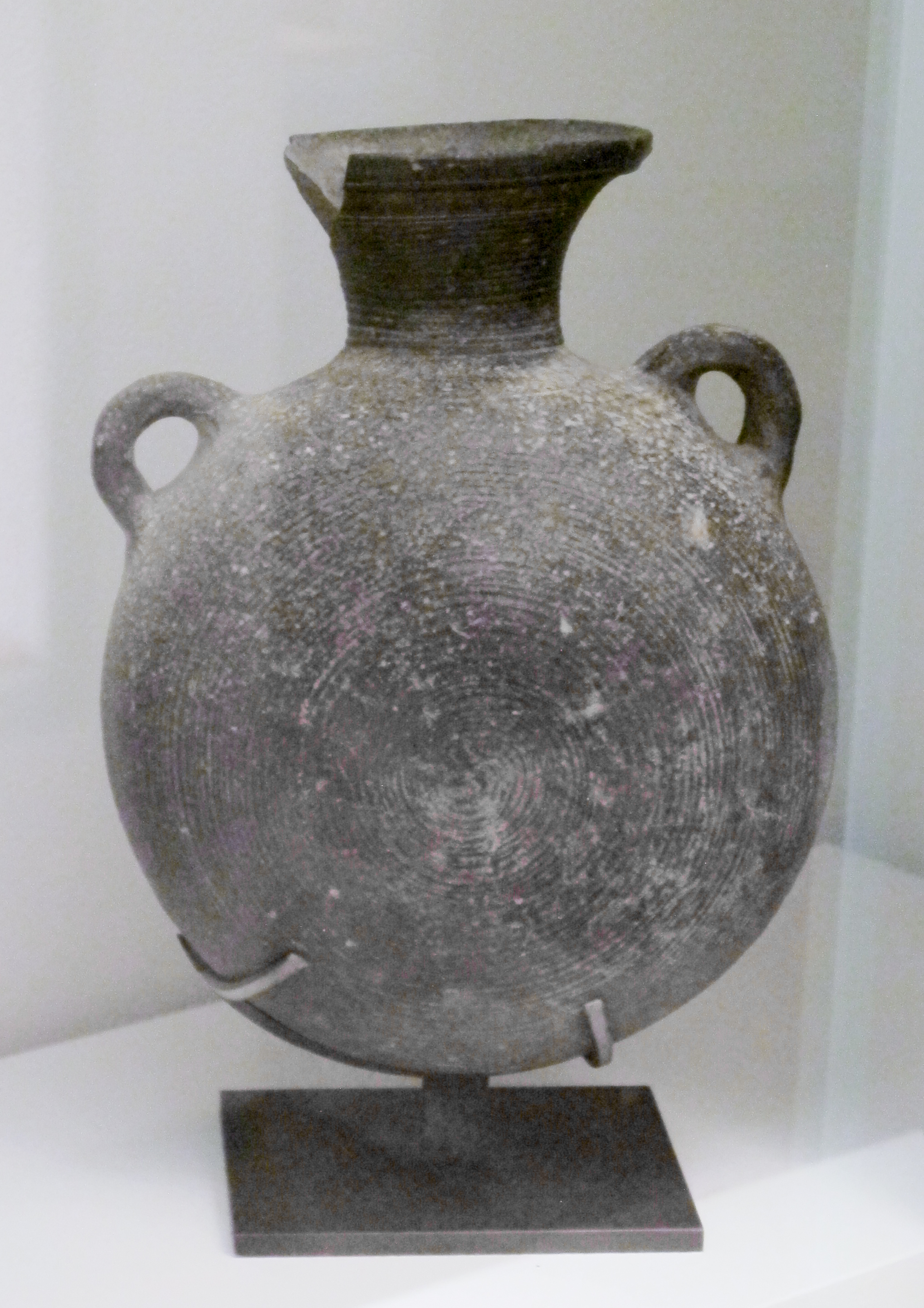
Gourde, grès sue. (Fukui). Ve ou VIe siècle. Musée Guimet
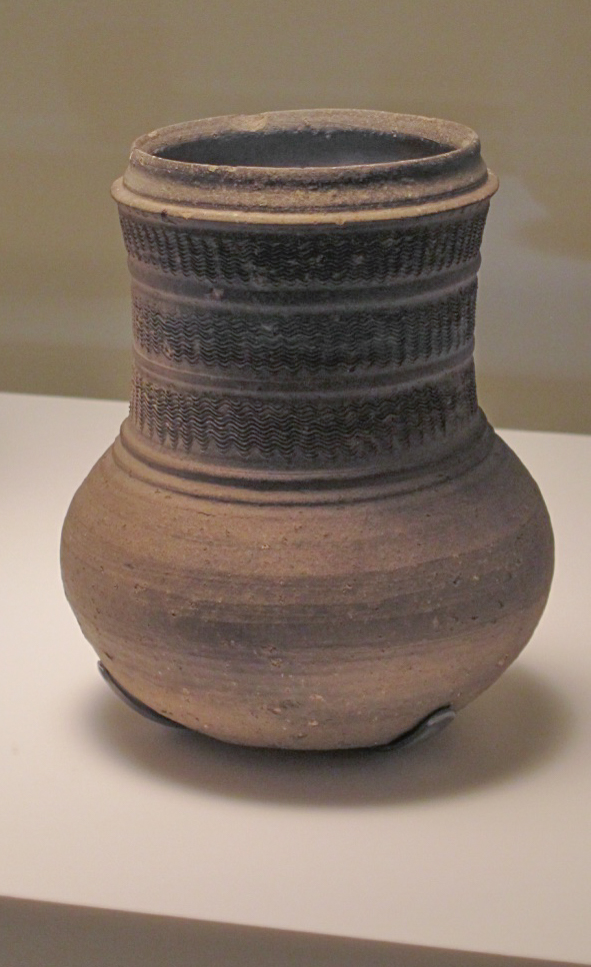
Jarre globulaire à long col. Grès sue. Ve ou VIe siècle. Musée des cultures du monde, Barcelone
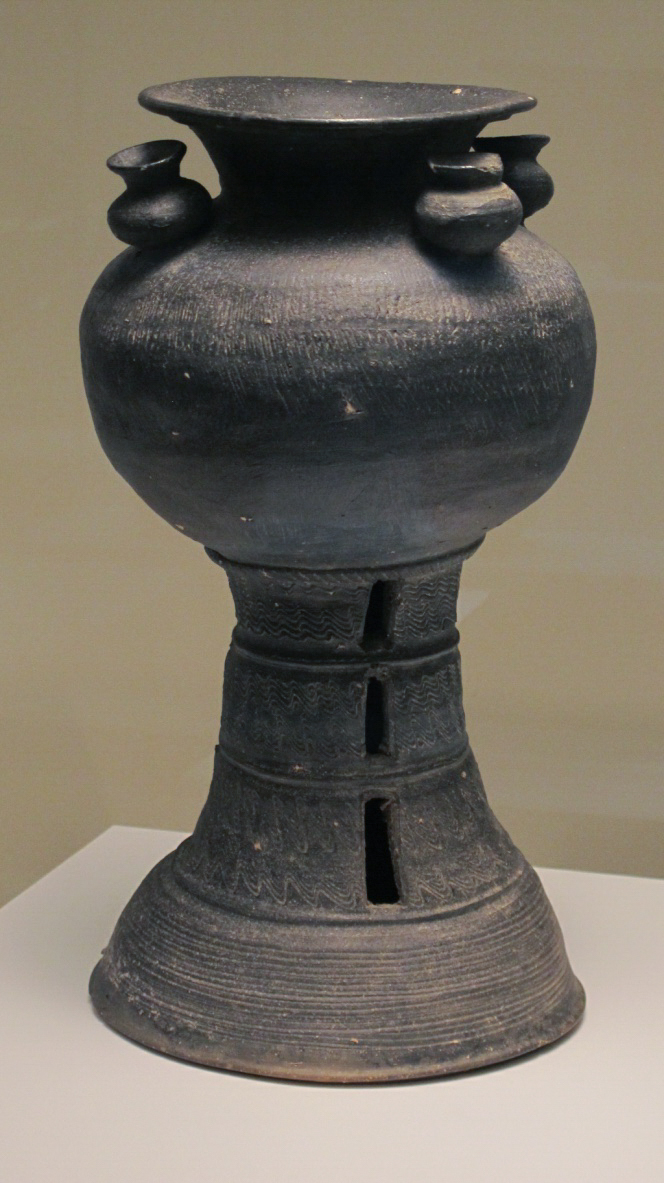
Grès sue. Jarre globulaire à décor de trois petites jarres, montée sur piédestal ajouré. Ve ou VIe siècle[52]. Musée des cultures du monde, Barcelone
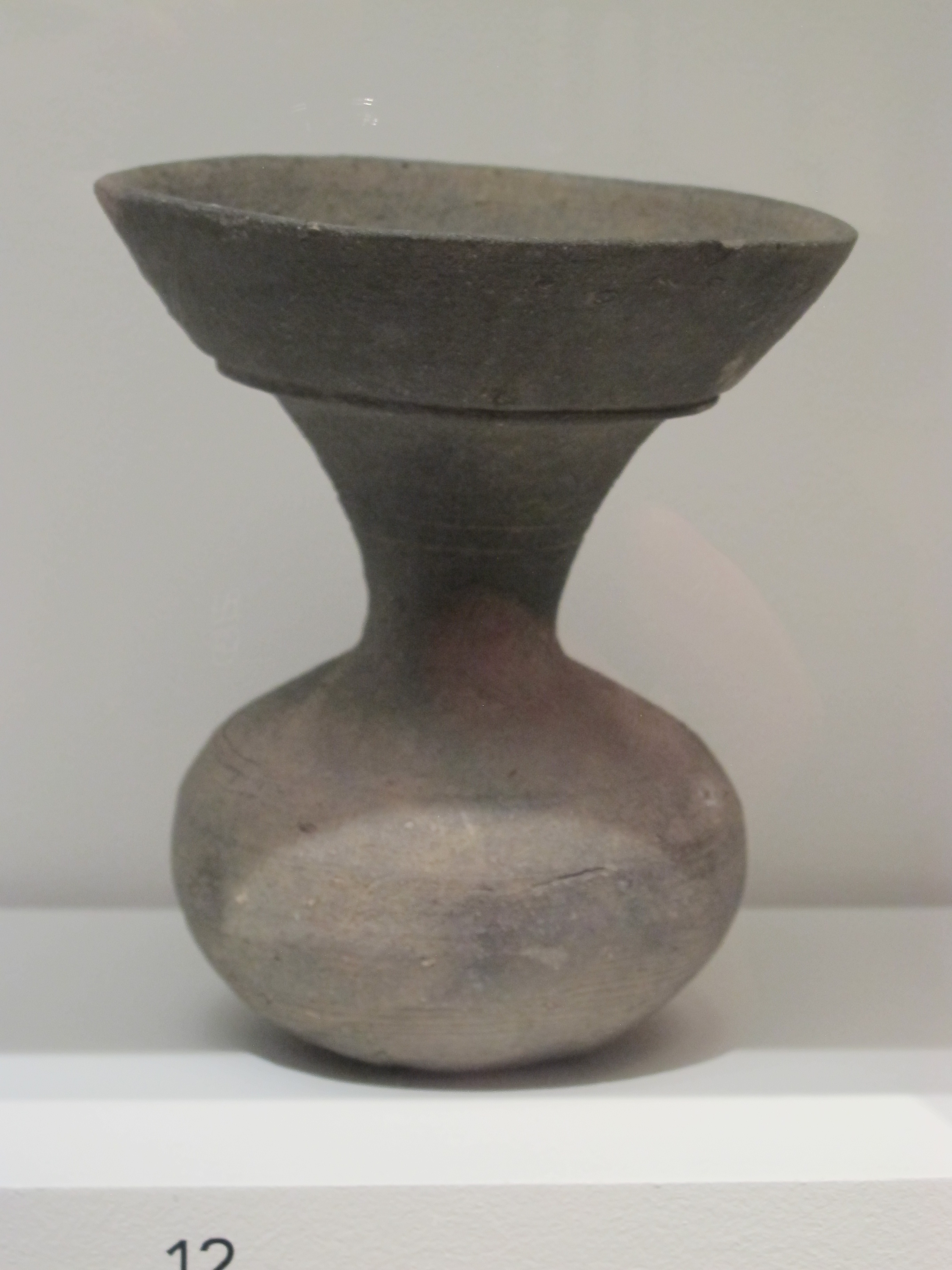
Grès sue à large ouverture. (Ehime). VIe siècle. Musée Guimet
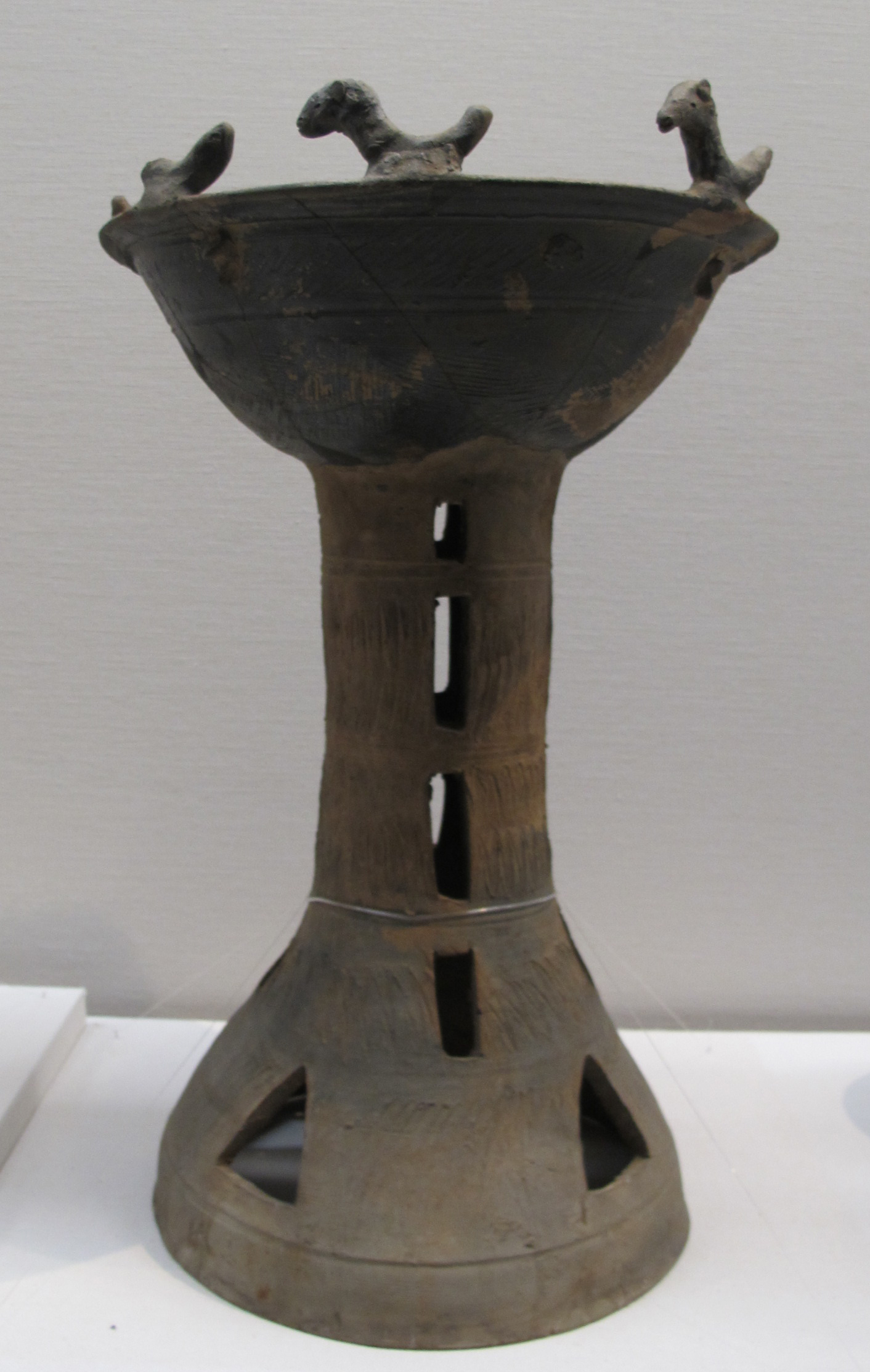
Coupe sur piédestal à décor d'oiseaux, grès Sue. VIe siècle. TNM
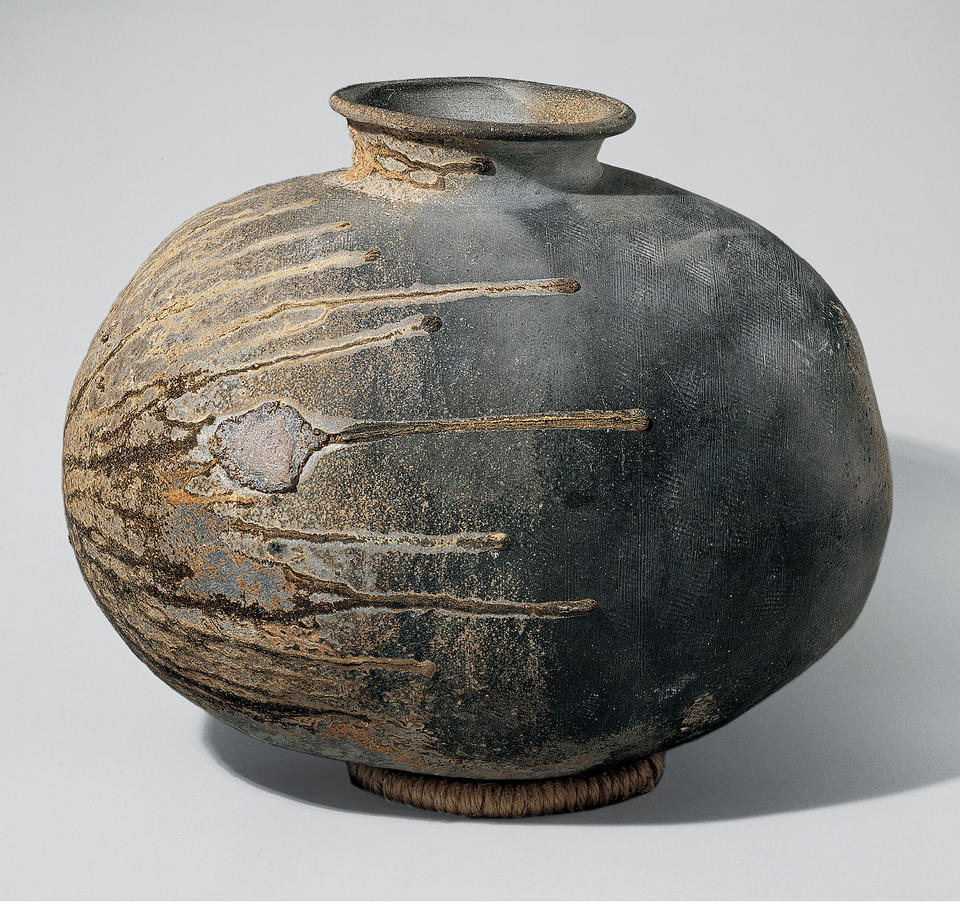
Bouteille, grès Sue. H. 37 cm. Fin VIe siècle. Met.

### Cour de Yamato (selon les textes et l'archéologie)
À l'époque du Kofun initial, les premiers kofuns apparaissent dans la même région que celle qui voit les premiers ports de commerce, évoqués à propos de l'immigration coréenne.
À la fin de cette période, sur le plan politique, si l'on en croit les sources japonaises et chinoises, au début du Ve siècle le chef d'un puissant clan a pris le contrôle d'une grande partie de l'ouest de Honshū et de la moitié nord de Kyūshū. Il a finalement fondé un royaume dans la région du Yamato, l'État Nihon et lui-même en est le tennō (le souverain ).
Selon François Macé « Les sources japonaises, datant du début du VIIIe siècle et compilées sur ordre du souverain, ont été rédigées en vue d'exhalter la maison régnante et doivent donc être maniées avec prudence. » La découverte des épées d'Eta Funayama et d'Inariyama confirme néanmoins l'existence de l'empereur Yūryaku et recoupent une notice du Nihon shoki. L'étude comparée des sources chinoises et japonaises permet, par ailleurs, d'établir une liste dynastique correspondant au Ve siècle. Mais seules les légendes évoquent des personnalités et des faits pour les périodes antérieures et la formation de la prééminence du Yamato.
Alors que le début effectif de la période Yamato est traditionnellement attribué à la période qui suit 250 EC, cette datation est contestée. Les premiers temps de la culture palatiale sont également liés aux controverses à propos du pays du Yamatai (Yamatai koku) et de sa reine-prêtresse, Himiko, uniquement documentés par certaines chroniques chinoises, les Chroniques des Trois Royaumes qui se rapportent à la période du Yayoi final.
L'autonomie régionale des pouvoirs locaux demeure constante tout au long de la période, en particulier dans des endroits comme Kibi (actuelle préfecture d'Okayama), Izumo (préfecture de Shimane), Koshi (préfecture de Fukui et la préfecture de Niigata), Kenu (nord de la région de Kantō), Chikushi (nord de Kyūshū) et Hi (central Kyūshū) ; ce n'est qu'au VIe siècle que les clans Yamato peuvent être considérés comme dominant toute la moitié sud du Japon. D'autre part, les relations de Yamato avec la Chine sont susceptibles d'avoir commencé à la fin du IVe siècle selon le Livre des Song. Enfin il est généralement admis que les dirigeants de la province de Yamato possèdent une culture de Kofun de première génération et les plus grands, possèdent aussi une position hégémonique dans cette région au Ve siècle. Les sources chinoises mentionnent le rétablissement des relations diplomatiques au Ve siècle, donc probablement avec le Yamato. Ce qui aurait conforté ce pouvoir encore neuf.
Si l'on en croit les sources japonaises, le régime politique Yamato, qui apparaît à la fin du Ve siècle, se distingue du précédent par l'existence de puissants clans (豪族, gōzoku). Chaque clan est dirigé par un patriarche (氏上, uji-no-kami), qui effectue les rites sacrés en honneur des kami (divinités du shintô) du clan pour assurer son bien-être à long terme. Les membres du clan sont l'aristocratie et la lignée royale contrôlant la cour de Yamato qui est à son apogée. À la tête des provinces (kuni), petites et grandes, se voient nommés des gouverneurs (kuni no miyatsuko) considérés comme « serviteurs de la cour », et portant le titre de kabane, titre qui désigne un rang politique. Ce titre est hérité et utilisé à la place du nom de famille.

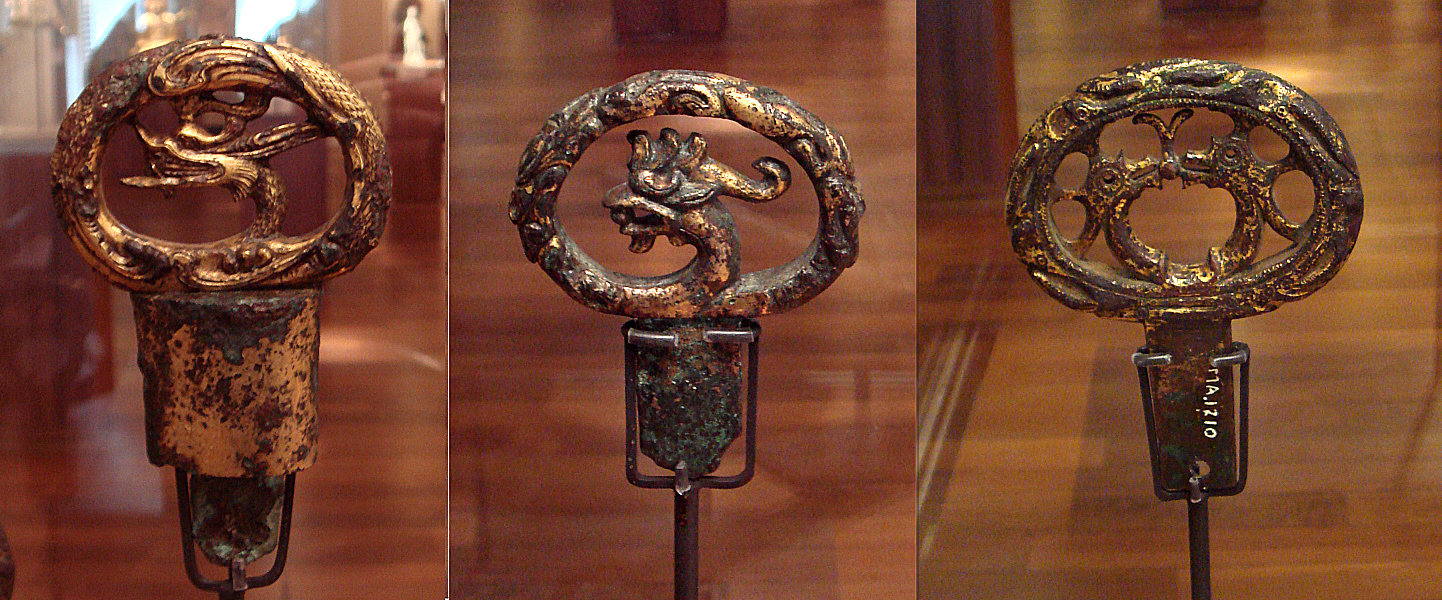
Pommeaux d'épée, dorés. Période Kofun, fin VIe siècle. Musée Guimet

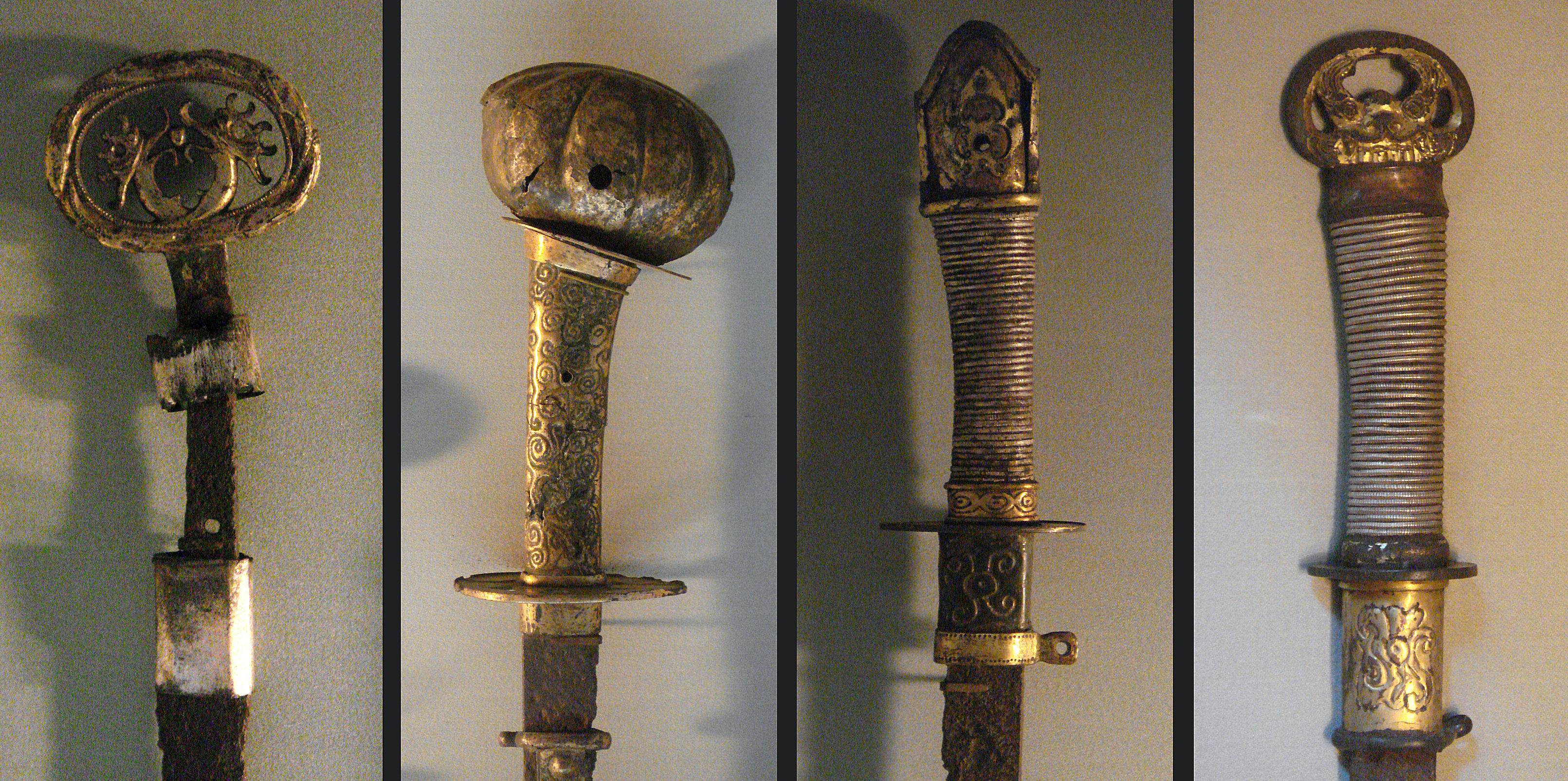
Pommeaux d'épée, dorés. Période Kofun, vers 600. Met.

La période Kofun est aussi parfois appelée la période Yamato par certains chercheurs occidentaux, puisque le pouvoir de ces chefs locaux se développe au point d'en faire la dynastie impériale à la fin de la période Kofun. Yamato et sa dynastie n'ont cependant jamais été qu'un régime politique rival parmi d'autres tout au long de la période Kofun. Les archéologues japonais soulignent le fait que, dans la première moitié de la période, d'autres chefferies régionales, telle que le « royaume de Kibi » , étaient en compétition pour la domination de la région ou l'affirmation de leur importance. D'ailleurs le Kofun Tsukuriyama de Kibi est le quatrième plus grand Kofun au Japon. Le Nihon shoki fait aussi allusion à la répression de la révolte d'Iwaï qui tenait la province de Tsukushi à Kyushu. Il faudrait y voir la réduction d'une puissance régionale, dont les liens avec le pouvoir central étaient encore lâches.
La cour de Yamato exerce finalement son pouvoir sur les clans de Kyūshū et Honshū, confère les titres, certains héréditaires, aux chefs de clans. Le nom « Yamato » devient synonyme de tout le Japon tandis que les dirigeants Yamato suppriment les clans et acquièrent des terres agricoles. En se basant sur les modèles chinois (y compris l'adoption de l'écriture chinoise), ils commencent à développer une administration centrale et une cour impériale en présence de chefs de clans subordonnés mais sans capitale permanente. Les armes à pommeaux dorés retrouvées dans certaines tombes semblent des cadeaux à cette administration naissante.
Les clans les plus puissants sont les Soga, les Katsuraki, les Heguri, les Koze dans les provinces de Yamato et Bizen ainsi que les Kibi de la province d'Izumo. Les clans Ōtomo et Mononobe sont les chefs militaires, ainsi que les clans Nakatomi et Inbe qui s'occupent des rites. Le clan Soga fournit le plus haut ministre du gouvernement, tandis que les clans Ōtomo et Mononobe fournissent les ministres de second rang. Les chefs de provinces sont appelés Kuni-no-miyatsuko. Par ailleurs, les métiers sont organisés en corporations.[réf. souhaitée]

### Expansion territoriale supposée de Yamato
Les Kofuns à Tanegashima, et deux très vieux sanctuaires shintoïstes à Yakushima, suggèrent que ces îles étaient les limites sud du royaume de Yamato tandis que son territoire vers le nord s'étendait aussi haut que la ville de Tainai (préfecture de Niigata), où des monticules associés à une personne ayant des liens étroits avec le royaume Yamato ont été fouillés.
En plus des découvertes archéologiques qui indiquent l'existence d'une monarchie locale dans la province de Kibi, la légende du prince Yamato Takeru au IVe siècle fait allusion aux frontières de Yamato et aux champs de bataille de la région. Si l'on en croit cette légende une frontière existerait quelque part près de la future province d'Izumo (aujourd'hui la partie orientale de la préfecture de Shimane). Une autre frontière, dans Kyūshū, se trouverait apparemment quelque part au nord de l'actuelle préfecture de Kumamoto. La légende précise qu'il y a une terre orientale dans le Honshū « dont les habitants désobéissent à la cour impériale », et contre lesquels Yamato Takeru est envoyé combattre. Ce pays rival peut avoir été situé assez proche de la zone centrale de Yamato lui-même, ou relativement loin. La zone qui correspond à la province de Kai d'aujourd'hui est mentionnée comme l'un des endroits où le prince Yamato Takeru séjourne lors de l'expédition militaire mentionnée plus haut.[réf. souhaitée]
La frontière nord de cette époque est également présentée dans le Kojiki comme la légende de l'expédition du shogun shido (四道将军, « shoguns à quatre voies »). Sur quatre shoguns, Ōbiko se dirige vers le nord de Koshi et son fils Take Nunakawawake vers l'ensemble des États de l'est. Le père se déplace vers l'Est en provenance du nord de Koshi tandis que le fils se déplace au Nord, et tous deux se rencontrent finalement à Aizu (actuelle partie occidental de la préfecture de Fukushima). Bien qu'il s'agisse d'une légende et non de l'énoncé de faits historiques, Aizu est assez proche du sud de Tōhoku, où se trouve l'extrémité nord de la culture des Kofuns en trou de serrure à la fin du IVe siècle.[réf. souhaitée]

### Ōkimi
Au cours de la période Kofun, se développe une société très aristocratique avec des dirigeants militaristes. Cette période constitue une étape critique dans l'évolution du Japon vers un État plus cohérent et reconnu. Cette société est la plus développée dans la région de Kinai et la partie orientale de la mer intérieure de Seto. Les dirigeants du Japon de l'époque saisissent même la justice chinoise pour obtenir confirmation de leurs titres royaux.
Alors que le titre des dirigeants est diplomatiquement « seigneur », ils s'intitulent localement ōkimi (grand seigneur) au cours de cette période. Des inscriptions sur deux épées, l'épée d'Inariyama et l'épée d'Eta Funayama mentionnent en commun amenoshita shiroshimesu (治 天下, « Gouvernement du Ciel et de la Terre ») et ōkimi (大王), souverain auquel les porteurs de ces épées sont soumis. Il apparaît que les dirigeants de cet âge saisissent également les autorités religieuses pour justifier leurs trônes par leur dignités célestes. Le titre amenoshita shiroshimesu ōkimi est utilisé jusqu'au VIIe siècle avant d'être remplacé par celui de tennō.

#### Élites (selon les textes)
Parmi les nombreux immigrants coréens qui s'installent au Japon à partir du IVe siècle, certains deviennent les ancêtres de clans japonais. Selon le Kojiki et le Nihon Shoki, le plus ancien immigrant recensé de Silla est Amenohiboko, un prince légendaire de Silla installé au Japon à l'époque de l'empereur Suinin, peut-être autour du IIIe siècle - IVe siècle.
Selon les sources écrites, Baekje et Silla envoient alors leur princes en otages à la cour de Yamato en échange d'un soutien militaire,
,,. Le roi Muryeong de Baekje par exemple naît en 462 à Kyūshū (筑紫) au Japon, fils d'un otage et laisse au pays un fils qui devient l'ancêtre des Yamato no fubito (和史, « scribes de Yamato »), clan de petite noblesse. Selon le Shoku Nihongi (続日本紀), Takano no Niigasa, génitrice des clans naturalisés Yamato-no-Fumito (和史), est une descendante à la 10e génération du roi Muryeong de Baekje, choisie comme concubine pour l'empereur Kōnin devenue par la suite mère de l'empereur Kammu.

### Clans de la cour du Yamato
Beaucoup des clans et des chefs locaux qui composent le système politique Yamato prétendent descendre de la famille impériale ou autres dieux tribaux. La preuve archéologique de ces clans se trouve sur l'épée d'Inariyama, sur laquelle le porteur a indiqué les noms de ses ancêtres pour faire valoir son origine à Ōbiko (大彦), mentionné dans le Nihon Shoki comme un fils de l'empereur Kōgen. D'autre part, un certain nombre de clans prétendent aussi faire remonter leurs origines en Chine ou dans la péninsule coréenne.
Au Ve siècle, le clan Kazuraki (葛城氏), qui descend du légendaire petit-fils de l'empereur Kōgen, est le pouvoir le plus important à la cour et organise des mariages avec la famille impériale. Après le déclin des Kazuraki à la fin du Ve siècle, le clan Ōtomo prend temporairement leur place. Lorsque l'empereur meurt sans héritier apparent, c'est Ōtomo no Kanamura qui recommande à l'empereur Keitai, un très lointain membre de la famille impériale qui demeure dans la province de Koshi, comme nouveau monarque. Cependant, Kanamura démissionne en raison de l'échec de ses initiatives diplomatiques et la cour est finalement contrôlée par les clans Mononobe et Soga au début de la période Asuka.

## Culture

### Langue
Les Chinois, les Coréens et les Japonais écrivent des comptes-rendus de l'histoire, la plupart du temps en caractères chinois, ce qui rend la prononciation d'origine difficile à retracer.
Alors que l'écriture, largement inconnue des Japonais indigènes de cette période, les compétences littéraires des étrangers semblent être de plus en plus appréciées par l'élite japonaise dans de nombreuses régions. L'épée d'Inariyama, provisoirement datée de 471 ou 531, contient des inscriptions en caractères chinois dans les styles utilisés en Chine à cette époque.

### Mode de vie: le point de vue chinois
La Chronique des Wo [jap: Wa] rend compte du regard des chinois sur les habitants de l'archipel dans le Livre des Wei (compilé entre 551 et 554, mais se référant à des sources et des évènements entre 386 et 550 (dynasties Wei du Nord et Wei de l'Est). Une étude critique du texte en montre les faiblesses mais aussi des renseignements précis. Cette chronique insiste, sur le plan politique sur les troubles qui suivirent la mort de la reine Himiko, au tout début de la période Kofun. Ces textes font allusion aux « grandes guerres entre Wa ». À cette époque dite des Trois Royaumes de Corée, le royaume de Baekje (Paekce) envoie une ambassade en 366 à Silla et une autre, en 367, chez les Wa. Le chef du Kinki est alors désigné dans les chroniques chinoises et coréennes sous le titre de « roi des Wa », équivalent du japonais daiō.

## Approche de la période Asuka ( milieuVIesiècle- 710 )
La période Kofun fait place à la période Asuka au milieu du VIe siècle avec l'introduction du bouddhisme. La religion est officiellement présentée en 538 et cette année est traditionnellement considérée comme le début de la nouvelle période. La période Asuka coïncide également avec la réunification de la Chine sous la dynastie Sui, plus tard au cours de ce même siècle. Le Japon est alors profondément influencé par la culture chinoise.

## Relations entre la cour de Yamato et les royaumes de Corée

### Documents chinois
- Selon le Livre des Sui, Silla et Baekje apprécient particulièrement leurs relations avec le Wa de la période Kofun, et les royaumes coréens font des efforts diplomatiques pour maintenir leur bonne réputation auprès des Japonais[65].
- Selon le Livre des Song, en 451 un empereur chinois nomme les Cinq rois de Wa superviseurs de toutes les affaires militaires des six pays de Wa, Silla, Imna, Gara, Jinhan et Mahan[66]. Mais comme Mahan et Jinhan sont alors des termes depuis longtemps anachroniques, le texte est peu fiable.
- Selon la stèle de Kwanggaet'o (datée 414), Silla et Baekje sont des États clients du Japon. Cependant, les Coréens avancent que cette partie de la stèle peut être traduite de 4 manières différentes selon la façon dont sont remplis les caractères manquants et où est ponctuée la phrase[67]. L'Académie chinoise des sciences sociales a étudié cette épitaphe et indiqué qu'il y est écrit que « Silla et Baekje sont des États clients du Japon[68] ».
- Selon les Portraits des offrandes périodiques, Silla est un tributaire du Japon, et ne peut pas l'être de la Chine avant 521[N 9].

### Documents coréens
Selon le Samguk Sagi , « Chronique des Trois Royaumes » (rédigée durant la période Goryeo, en 1145, donc très éloignée des faits dont il est question)
- Baekje et Silla envoient leurs princes otages à la cour de Yamato en échange d'un soutien militaire pour continuer leurs campagnes militaires déjà commencées. Le roi Asin envoie son fils Jeonji en 397[69] et le roi Silseong de Silla envoie son fils Misaheun en 402.
- Hogong du Japon aide à la fondation de Silla[70].

### Documents japonais
Selon le Nihon Shoki (achevé en 720), Silla est conquis par l'impératrice consort japonaise Jingū au IIIe siècle. Selon le Nihon Shoki, le prince de Silla arrive au Japon pour servir l'empereur du Japon et vit dans la province de Tajima. Il est appelé Amenohiboko. Son descendant est Tajima Mori. Selon le Kojiki et le Nihon Shoki durant le règne de l'empereur Ōjin, Geunchogo de Baekje offre des étalons et des poulinières avec des entraîneurs de chevaux à l'empereur.

## Galerie: le pouvoir militaire

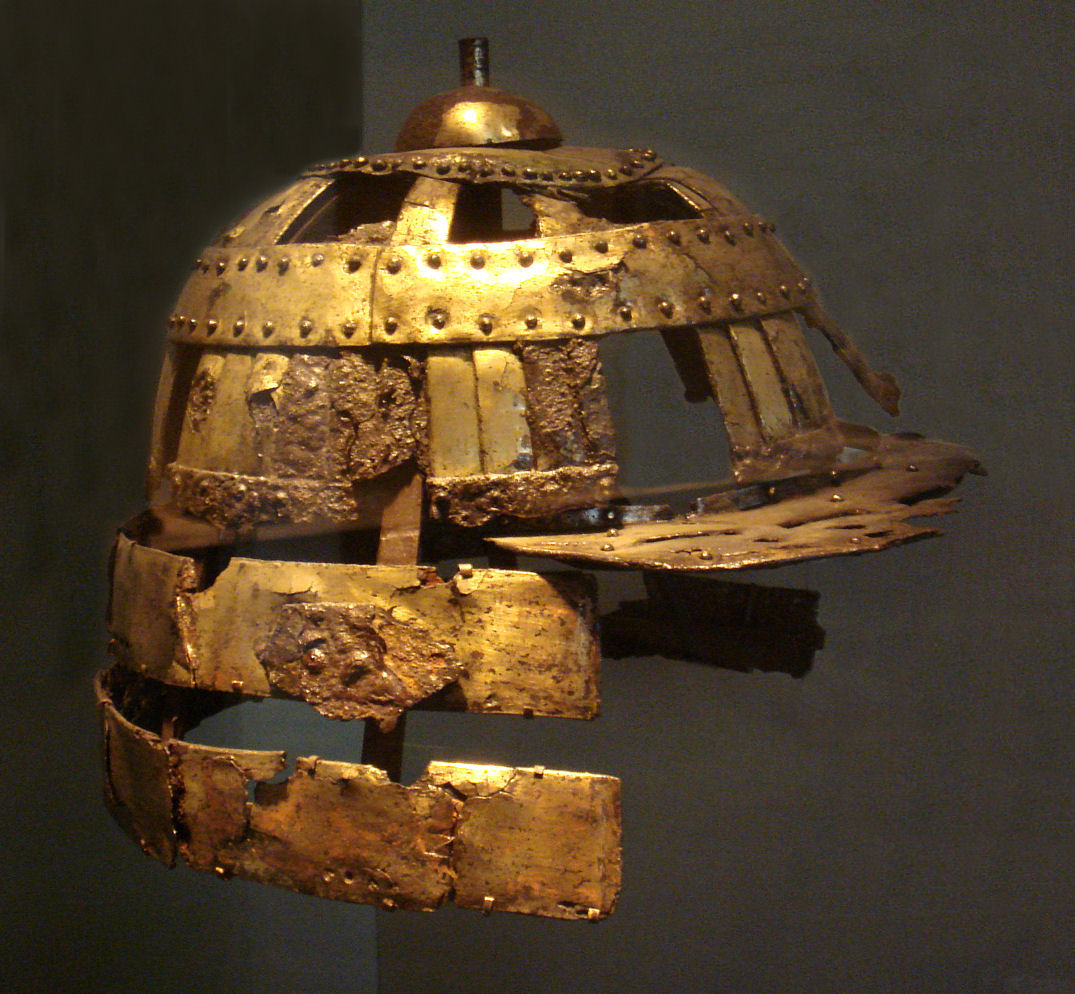
Casque de la période Kofun, fer et cuivre doré. Ve siècle. Province d'Ise. Met.
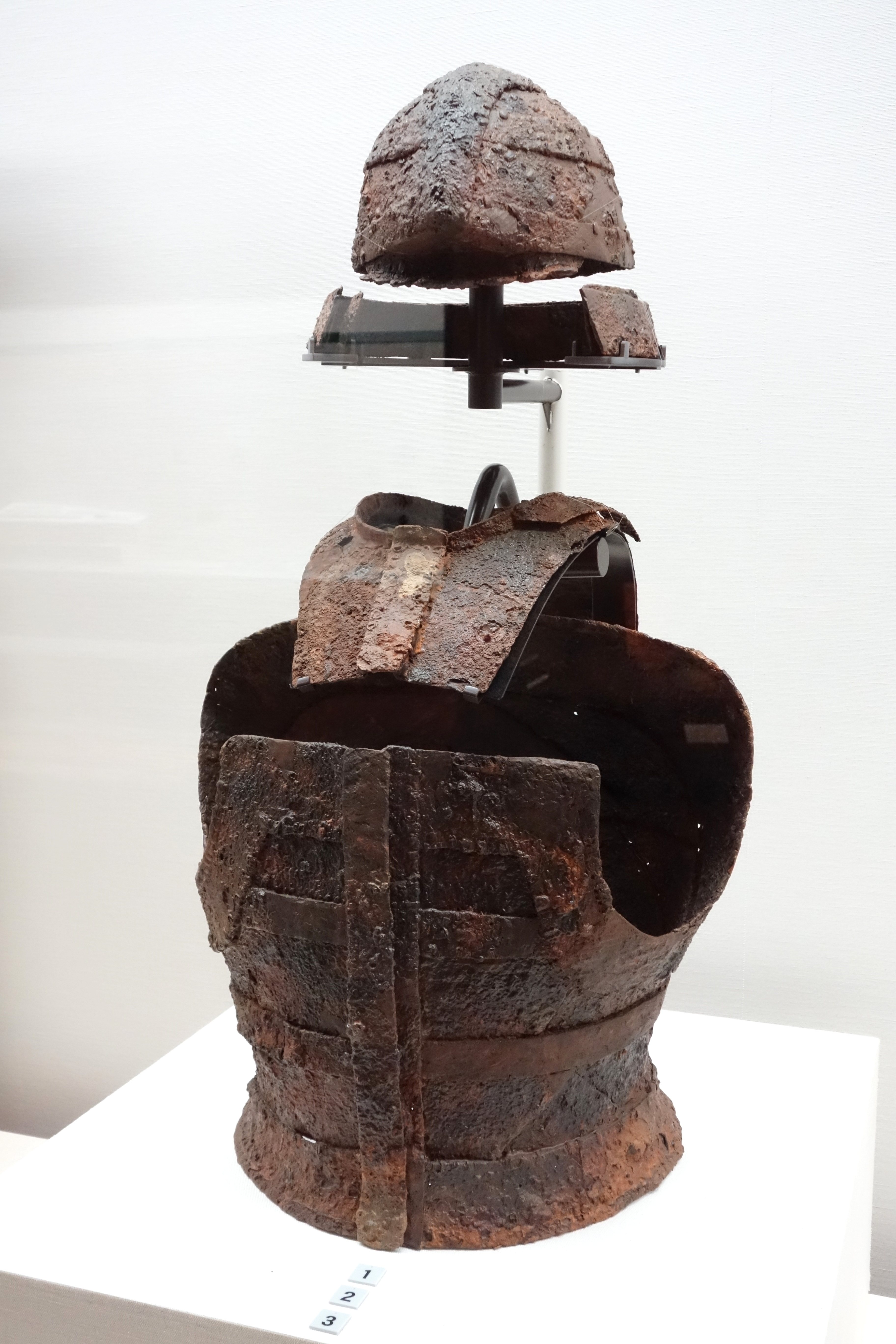
Tankō (courte armure)[77], plaques de fer cousues avec du cuir. Ve siècle. TNM
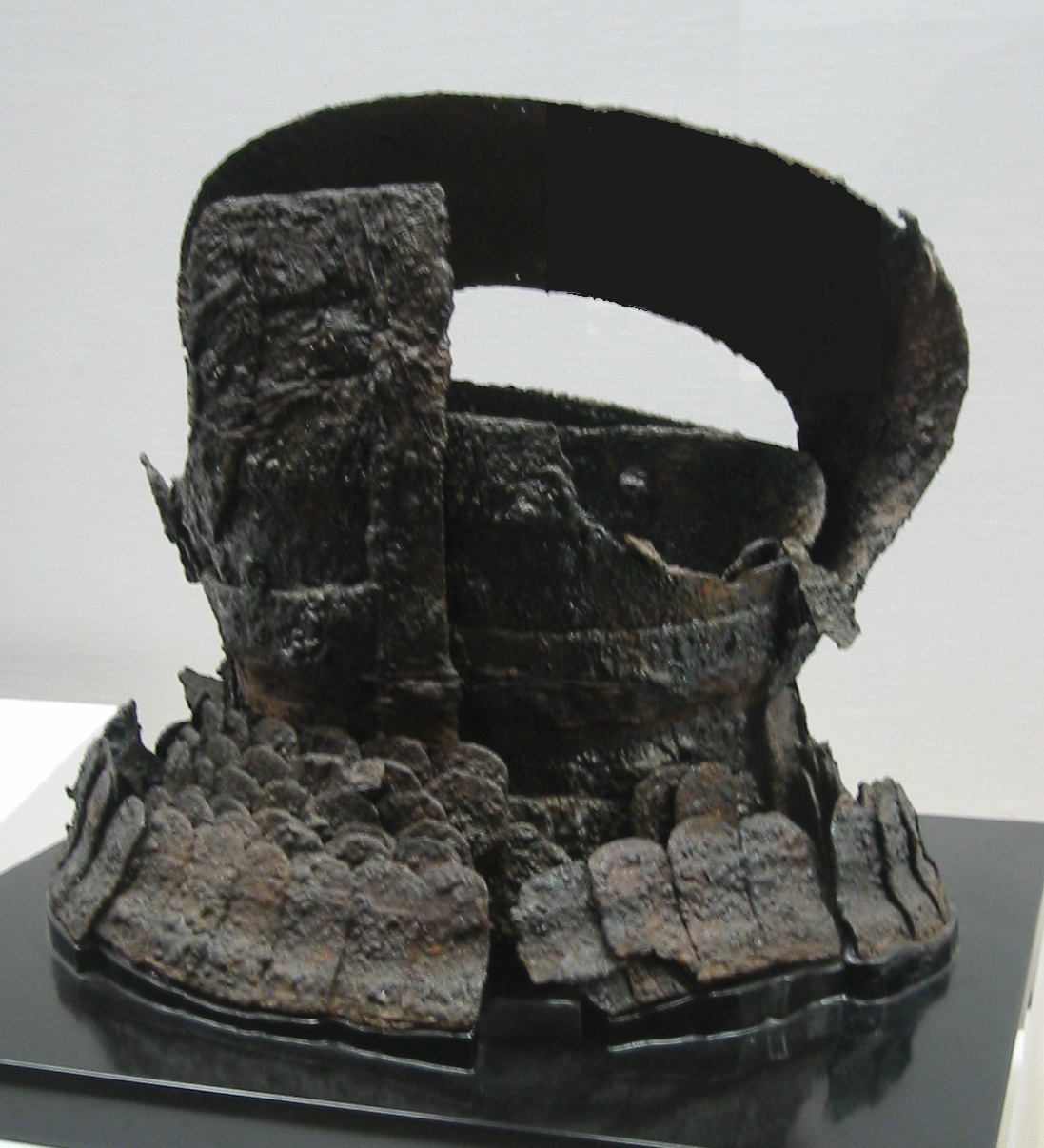
Keikō (armure suspendue). Ve siècle. TNM
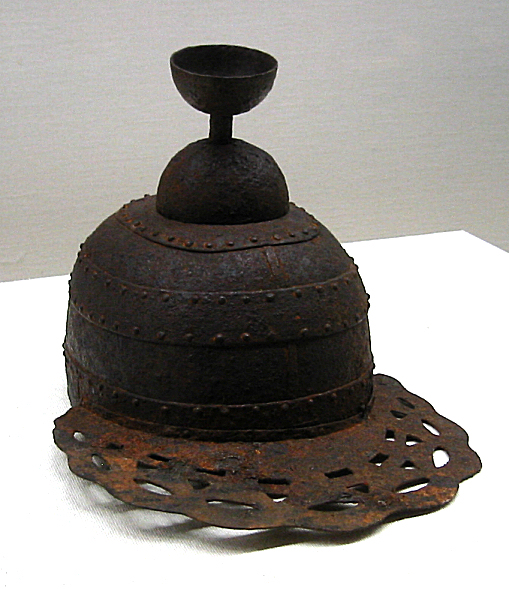
Casque. Ve siècle. TNM
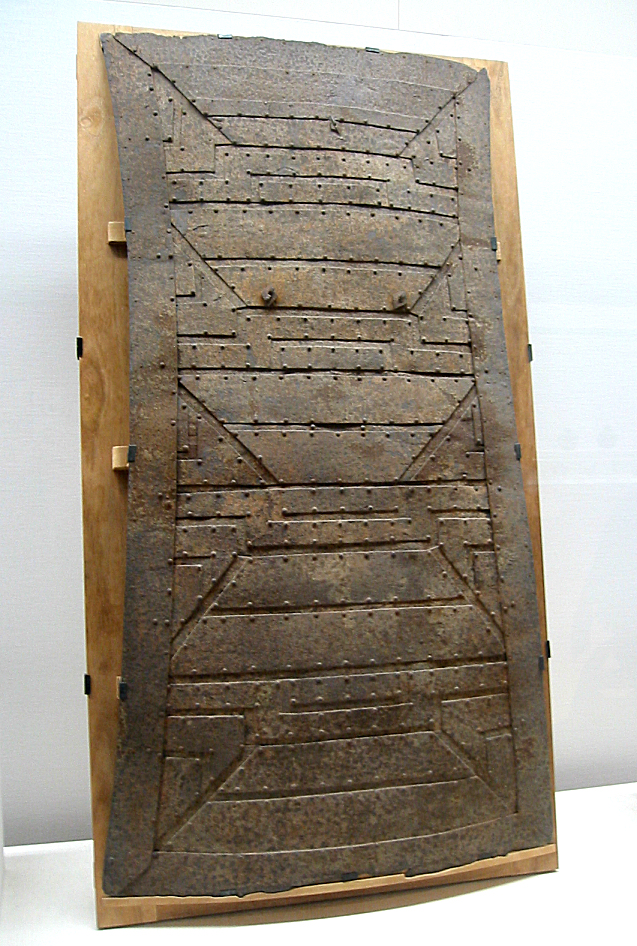
Bouclier. Nara. Ve siècle. TNM
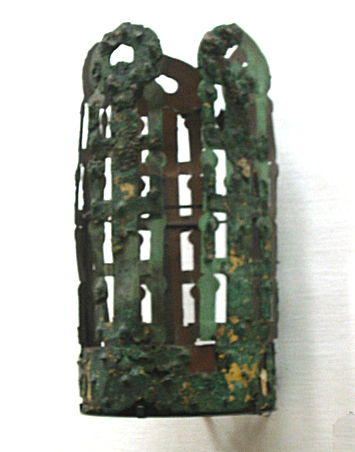
Couronne royale, métal doré. VIe – VIIe siècle TNM
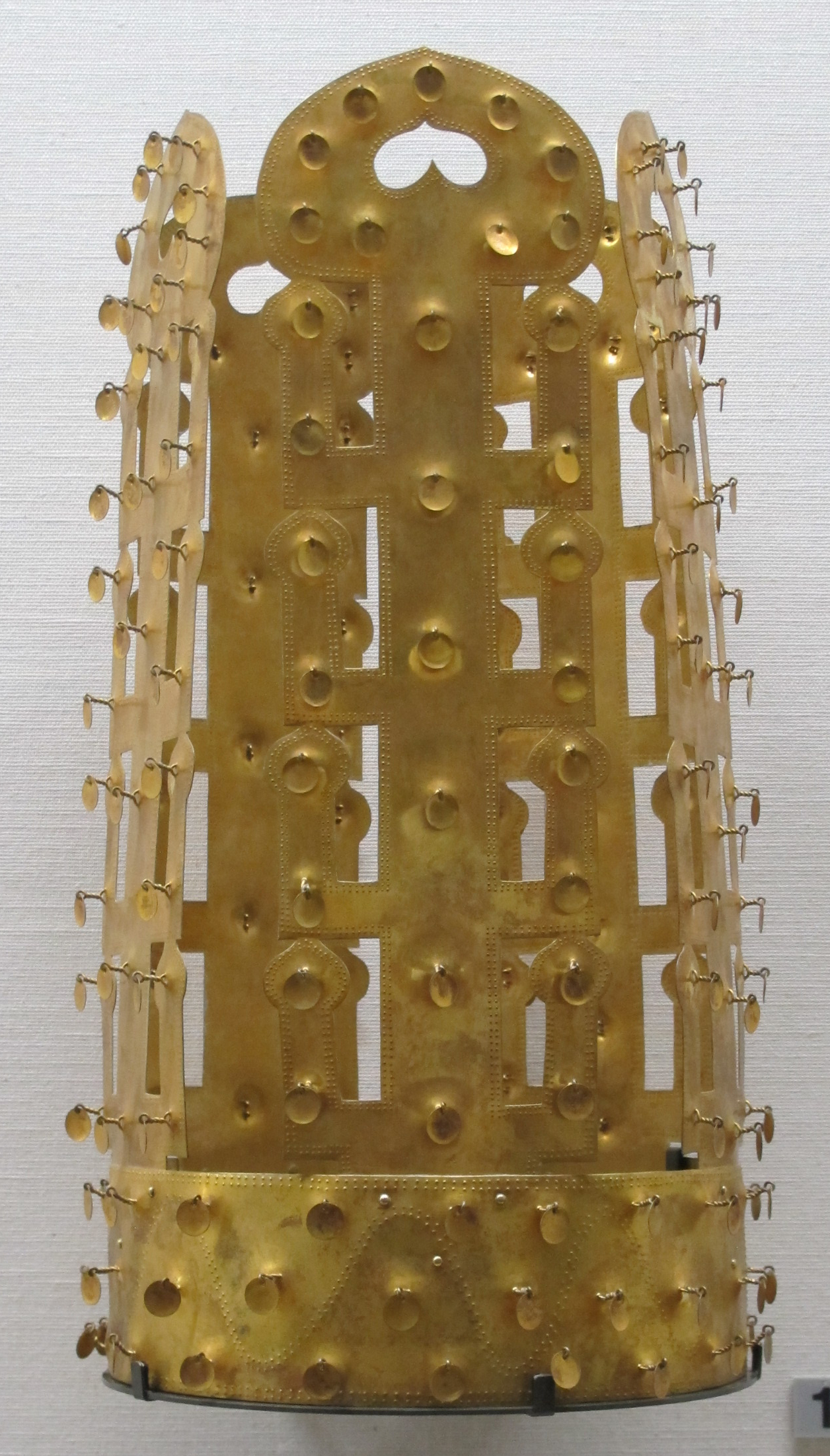
Reconstitution de la couronne précédente au TNM

## Controverses

### Controverses savantes
Après avoir mené des recherches pendant trois ans depuis 2002, les chercheurs des deux pays ont annoncé, en 2005, que leur premier rapport porterait sur trois domaines, les temps anciens, médiévaux et modernes. À cette époque, Séoul a demandé que les conclusions de cet institut de recherche soient prises en compte dans les manuels scolaires des deux nations, mais le Japon a rejeté cette demande.
Les points de vue actuels ci-dessous n'ont pas été mis à jour avec cette recherche sur l'histoire commune Corée-Japon et doivent donc être lus avec prudence :
Les documents archéologiques et les sources chinoises anciennes indiquent que les différentes tribus et chefferies du Japon n'ont pas commencé à se regrouper sous forme d'États avant 300 , lorsque de grandes tombes ont commencé à apparaître. Certains décrivent ce «siècle mystérieux» comme un temps de guerre intestines alors que diverses chefferies étaient en compétition pour l'hégémonie sur Kyūshū et Honshū . Encore plus compliqué, le Nihon shoki fait référence à un roi japonais lequel est aussi un souverain en Corée ,,. En raison de cette information conflictuelle, on ne peut tirer aucune conclusion du Livre des Song et du Nihon shoki.
Selon les recueils d'histoire au Japon (Nihon Shoki) et en Corée (Samguk sagi), un prince coréen aurait été envoyé au Japon en otage . En raison de la confusion sur la nature exacte de cette relation à savoir si c'est un japonais, fondateur de Silla 37 ou s'il s'agit d'otage et aussi en raison du fait que le Nihon Shoki soit une compilation de mythes, il est donc bien difficile de porter un quelconque jugement. Au Japon, l'interprétation qui évoque un otage est dominante. D'autres historiens comme ceux qui ont collaboré aux travaux pour Paekche of Korea and the origin of Yamato Japan et Jonathan W. Best qui a contribué à traduire ce qui restait des récits provenant de Baekje  ont noté qu'un roi de Silla avait la fonction honorifique de tenir la bride du cheval de l'empereur du Japon  et était à l'avant-garde de la flotte japonaise pendant la guerre avec Koguryo. Ce qui pourrait être la preuve qu'il avait une fonction diplomatique ainsi qu'une sorte de lien familial avec la famille impériale japonaise, il ne s'agissait donc pas d'un otage. En outre, la traduction de ces documents est difficile parce que à cette époque, le terme «Wa» avait un sens désobligeant, en chinois : «pirate nain». Il est difficile d'évaluer ce que cela signifie réellement. Ç'aurait pu être un terme peu aimable, de coutume entre deux nations belligérantes.
Il n'y a aucune preuve pour qu'à une date si ancienne le Japon ait été assez structuré pour contrôler une quelconque partie de la Corée à l'époque de l'Impératrice Jingū ,. Cependant, on possède des témoins archéologiques de relations avec la Chine :  chinois qui se rendent au Japon par la péninsule de Corée pendant cette période, ou plus simplement, objets importés. Ainsi la découverte de sculptures de chevaux, les miroirs en bronze Shinjū-kyō, des peintures et des objets en fer fabriqués en Chine.
Le Japon de la période Kofun a été très réceptif aux cultures chinoise et coréenne.Les immigrants coréens et chinois ont joué un rôle important à cette époque,.
Les coutumes funéraires spéciales (voire l'ensemble des tombes de Koguryo) de la culture Koguryo ont eu une influence importante sur d'autres cultures au Japon . Les tombes décorées et les tumuli peints qui datent du cinquième siècle et plus tard, découverts au Japon, sont généralement tenus comme des pratiques en provenance de l'ancien royaume de Koguryo  (nord-est de la Chine et partie nord de la péninsule coréenne) et importées au Japon. Le kofun de Takamatsuzuka a même des peintures d'une femme vêtue de vêtements distinctifs, semblables à ceux des peintures murales de Koguryeo et de la dynastie Tang . De plus, on peut noter que l'astrologie chinoise a été introduite pendant cette période.
Selon le Livre des Song, de la dynastie Liu Song, l'empereur de Chine a accordé au roi Sai de Wa (du Japon d'alors) la souveraineté militaire sur Silla, sur la confédération de Gaya  (Imna et Gaya), sur Jinhan et Mahan. Cependant, cette tradition est largement rejetée même au Japon car il n'y a aucune trace de la loi japonaise dans Gaya ou dans toute autre partie de la Corée ,. Après la mort du roi Kō de Wa, son frère Bu a accédé au trône. Le roi Bu a demandé que Baekje soit ajouté à la liste des protectorats inclus dans le titre officiel attribué au roi de Wa par mandat de l'empereur de Chine, mais son titre n'a été renouvelé que comme « Superviseur de toutes les affaires militaires des six pays de Wa , Silla, Imna, Gaya, Jinhan et Mahan, grand général qui maintient la paix à l'Est, le roi du pays de Wa » . Cette déclaration ne peut être lue au sens premier parce que Jinhan et Mahan n'existaient pas dans la même période que Silla, Baekje que les rois de Yamato étaient supposés dominer. En outre, Silla n'a pas eu de contact officiel avec les Song / Sui jusqu'au VIe siècle, ce qui rend cette évocation du IVe au Ve siècle impossible.
Certaines anciennes chroniques chinoises indiquent qu'à l'époque de ces textes il n'y avait pas de chevaux dans les îles du Japon. Ceux-ci sont mentionnés pour la première fois dans les chroniques sous le règne de Nintoku, probablement importés par des immigrants chinois et coréens ,. Selon certains écrits (Nihon Shoki [53]), le cheval était l'un des trésors présentés lorsque le roi de Silla se rendit auprès de l'impératrice Jingū (169 - 269). D'autres écrits font valoir qu'il n'y a aucune preuve d'une telle démarche de la part de Silla, et le roi qui s'est supposé se rendre aurait vécu au Ve siècle, ce qui vieillirait l'impératrice Jingū de 200 ans. Le Nihon Shoki affirme que le père de l'impératrice Jingū était le petit-fils de l'empereur Kaika et sa mère était du clan  clan Katuragi. En outre, le Nihon Shoki énonce qu'un coréen du royaume de Silla, Amenohiboko, était un ancêtre de l'impératrice Jingū, il s'ensuit que le Nihon Shoki et les chroniques chinoises relatives au Japon sont difficiles à interpréter. En outre, il n'y a aucune preuve d'une guerre japonaise avec la Corée ou d'une toute présence japonaise en Corée à ce moment-là [38] [46] et les Japonais n'ont acquis de véritables connaissances sur les chevaux que bien plus tard.

### Accès limité à la tombe de Gosashi
En 1976, le Japon empêche tous les archéologues étrangers d'étudier la tombe Gosashi, censée être le lieu de repos de l'empératrice Jingū. En 2008, le Japon permet un accès contrôlé et limité aux archéologues étrangers, mais la communauté internationale a encore beaucoup de questions qui restent sans réponse. Le National Geographic News rapporte qu'au Japon « l'agence conserve un accès restreint aux tombes, ce qui alimente les rumeurs, les fonctionnaires craindraient que des fouilles ne révèlent des liens de sang entre la « pure » famille impériale et la Corée ou que certaines tombes ne contiennent aucun reste royal ».
La cour de Yamato possède des liens avec la confédération de Gaya, appelée Mimana en japonais. La région de la confédération de Gaya de la péninsule coréenne possède des tumuli semblables aux kofun. Cela a amené les chercheurs à examiner les relations partagées entre Yamato et Baekje au cours des IIIe et VIIe siècles de notre ère, en particulier la méthode de construction des tombes. Bien que différentes théories existent, la conclusion est qu'il y a bien partage de la culture et des méthodes de construction, au Japon comme en Corée. Par ailleurs, des boucles d'oreilles découvertes dans des tombes de Silla et de Gaya sont très semblables à des boucles d'oreilles japonaises datant de la période Kofun. À l'origine de ces techniques complexes, comme la granulation, se trouvent probablement les orfèvres grecs et étrusques de l'Asie occidentale et de l'Europe, dont les compétences ont été transmises au nord de la Chine et plus tard en Corée. La ressemblance des boucles d'oreilles trouvées au Japon durant la période Kofun avec celles des tombes de Silla et de Gaya suggère que ces articles sont importés de Corée[réf. nécessaire].

### Relations interculturelles, relations problématiques
Avec la diffusion de la culture chinoise, les styles han de construction des tombes sont progressivement adoptés dans les Trois Royaumes de Corée, principalement à partir du IVe siècle. Les tombes dans la partie sud de la Corée et celles du Japon semblent avoir une relation. Cependant, toutes les tombes de style kofun découvertes en Corée ont été datées comme étant plus récentes que celles trouvées au Japon. D'éminents spécialistes japonais avancent que celles trouvées en Corée ont été soit construites par des immigrants japonais ou du moins influencées par la culture qu'ils ont apportée, d'ailleurs certains artefacts trouvés dans d'énormes tombes coréennes sont des haniwa japonais[réf. à confirmer]. Par ailleurs, les tombes peintes du royaume de Koguryŏ situées dans le nord-est de la Chine et dans le nord de la péninsule coréenne possèdent un répertoire iconographique chinois, similaire (quatre animaux protecteurs des points cardinaux, constellations) à celui du kofun de Kitora,,.
Après avoir mené des recherches pendant trois ans depuis 2002, les chercheurs des deux pays ont annoncé , en 2005, que leur premier rapport porterait sur trois domaines, les temps anciens, médiévaux et modernes. À cette époque, Séoul a demandé que les conclusions de cet institut de recherche soient prises en compte dans les manuels scolaires des deux nations, mais le Japon a rejeté cette proposition. Les discussions ont repris en 2007. En conséquence une importante étude a été réalisée conjointement, concernant certains sujets historiques au Japon et en Corée du Sud. Les deux pays sont convenus d'harmoniser l'histoire du Japon et de la Corée du Sud. Ils sont convenus qu'un bureau du gouvernement japonais (l'Imna) qui aurait été créé au quatrième siècle pour régner sur les royaumes coréens n'a jamais existé. Quelques manuels d'histoire japonais mentionnaient que le Siège japonais d'Imna était installé dans la partie sud de la péninsule coréenne et qu'il régissait les anciennes dynasties coréennes comme Baekje et Silla jusqu'au sixième siècle. Ce prétendu bureau a été utilisé pour justifier l'annexion de la Corée par le Japon, au cours de la première moitié du XXe siècle, comme quoi « le Japon ne faisait que suivre les traces de ses ancêtres impérialistes ». Par contre c'est le seul point d'entente, et de nombreux points de divergence restaient en suspens surtout ce qui concerne l'histoire moderne.